# Liste der Baudenkmale in Delmenhorst
In der Liste der Baudenkmale in Delmenhorst sind die Baudenkmale der kreisfreien Stadt Delmenhorst in Niedersachsen aufgelistet. Der Stand der Liste ist der 4. Oktober 2021, die Quelle ist der Denkmalatlas Niedersachsen.

## Allgemein
In den Spalten befinden sich folgende Informationen:
- Lage: die Adresse des Baudenkmales und die geographischen Koordinaten. Kartenansicht, um Koordinaten zu setzen. In der Kartenansicht sind Baudenkmale ohne Koordinaten mit einem roten Marker dargestellt und können in der Karte gesetzt werden. Baudenkmale ohne Bild sind mit einem blauen Marker gekennzeichnet, Baudenkmale mit Bild mit einem grünen Marker.
- Bezeichnung: Bezeichnung des Baudenkmales
- Beschreibung: die Beschreibung des Baudenkmales. Unter § 3 Abs. 2 NDSchG werden Einzeldenkmale und unter § 3 Abs. 3 NDSchG Gruppen baulicher Anlagen und deren Bestandteile ausgewiesen.
- ID: die Objekt-ID des Baudenkmales
- Bild: ein Bild des Baudenkmales, ggf. zusätzlich mit einem Link zu weiteren Fotos des Baudenkmals im Medienarchiv Wikimedia Commons. Wenn man auf das Kamerasymbol klickt, können Fotos zu Baudenkmalen aus dieser Liste hochgeladen werden:
- Die Liste ist grob nach Stadtteilen gegliedert.

## Baudenkmale nach Stadtteil

### Delmenhorst-Mitte
Baudenkmale im Stadtteil Mitte.

| Lage                                              | Bezeichnung                         | Beschreibung | ID       | Bild           |
| ------------------------------------------------- | ----------------------------------- | --- | -------- | -------------- |
| An den Graften 38 53° 2′ 47″ N, 8° 37′ 25″ O      | Trafostation                        | | 37179284 |                |
| Bismarckstraße 3 53° 2′ 50″ N, 8° 37′ 45″ O       | Wohnhaus                            | | 37181472 | BW             |
| Bismarckstraße 10 53° 2′ 46″ N, 8° 37′ 52″ O      | Wohnhaus                            | | 37181615 | BW             |
| Bismarckstraße 19 53° 2′ 42″ N, 8° 37′ 58″ O      | Wohnhaus                            | | 37181276 | BW             |
| Bismarckstraße 19 53° 2′ 42″ N, 8° 37′ 58″ O      | Vorgarten                           | | 37184231 | BW             |
| Bismarckstraße 20 53° 2′ 42″ N, 8° 37′ 58″ O      | Wohnhaus                            | | 37181298 | BW             |
| Bismarckstraße 20 53° 2′ 42″ N, 8° 37′ 59″ O      | Gartengrundstück                    | | 37184543 | BW             |
| Bismarckstraße 37 53° 2′ 35″ N, 8° 38′ 5″ O       | Wohnhaus                            | | 37181323 | BW             |
| Bismarckstraße 37 53° 2′ 35″ N, 8° 38′ 4″ O       | Vorgarten                           | | 37184251 | BW             |
| Bismarckstraße 71 53° 2′ 32″ N, 8° 38′ 6″ O       | Wohnhaus                            | | 37181348 | BW             |
| Bismarckstraße 71 53° 2′ 32″ N, 8° 38′ 7″ O       | Einfriedung                         | | 37184724 | BW             |
| Bismarckstraße 72 53° 2′ 32″ N, 8° 38′ 6″ O       | Wohnhaus                            | | 37181373 | BW             |
| Bismarckstraße 72 53° 2′ 33″ N, 8° 38′ 6″ O       | Vorgarten                           | | 37184274 | BW             |
| Bismarckstraße 75 53° 2′ 34″ N, 8° 38′ 4″ O       | Wohnhaus                            | | 37181398 | BW             |
| Bismarckstraße 75 53° 2′ 34″ N, 8° 38′ 4″ O       | Vorgarten                           | | 37184185 | BW             |
| Bismarckstraße 75 53° 2′ 34″ N, 8° 38′ 5″ O       | Einfriedung                         | | 37184881 | BW             |
| 53° 2′ 36″ N, 8° 38′ 1″ O                         | Bismarckstraße I                    | Baudenkmal-Gruppe | 36190263 | BW             |
| Bismarckstraße 79 53° 2′ 36″ N, 8° 38′ 2″ O       | Wohnhaus                            | Baudenkmal-Gruppe Bismarckstraße I | 37192697 | BW             |
| Bismarckstraße 80 53° 2′ 36″ N, 8° 38′ 1″ O       | Wohnhaus                            | Baudenkmal-Gruppe Bismarckstraße I | 37192775 | BW             |
| Bismarckstraße 81 53° 2′ 37″ N, 8° 38′ 0″ O       | Wohnhaus                            | Baudenkmal-Gruppe Bismarckstraße I | 37192799 | BW             |
| Bismarckstraße 87 53° 2′ 38″ N, 8° 37′ 58″ O      | Wohnhaus                            | | 37179336 | BW             |
| Bismarckstraße 89 53° 2′ 39″ N, 8° 37′ 57″ O      | Wohnhaus                            | | 37181447 | BW             |
| Bismarckstraße 89 53° 2′ 40″ N, 8° 37′ 58″ O      | Garage                              | | 37184588 | BW             |
| Bismarckstraße 89 53° 2′ 40″ N, 8° 37′ 58″ O      | Vorgarten                           | | 37185289 | BW             |
| Bismarckstraße 89 53° 2′ 40″ N, 8° 37′ 58″ O      | Einfriedung                         | | 37185041 | BW             |
| 53° 2′ 41″ N, 8° 37′ 57″ O                        | Bismarckstraße II                   | Baudenkmal-Gruppe | 36190278 | BW             |
| Bismarckstraße 90 53° 2′ 41″ N, 8° 37′ 57″ O      | Wohnhaus                            | Baudenkmal-Gruppe Bismarckstraße II | 37192824 | BW             |
| Bismarckstraße 90 53° 2′ 41″ N, 8° 37′ 57″ O      | Vorgarten                           | Baudenkmal-Gruppe Bismarckstraße II | 37193233 | BW             |
| Bismarckstraße 91 53° 2′ 41″ N, 8° 37′ 56″ O      | Wohnhaus                            | Baudenkmal-Gruppe Bismarckstraße II | 37192848 | BW             |
| Bismarckstraße 91 53° 2′ 41″ N, 8° 37′ 57″ O      | Vorgarten                           | Baudenkmal-Gruppe Bismarckstraße II | 37193167 | BW             |
| Bismarckstraße 92 53° 2′ 41″ N, 8° 37′ 56″ O      | Wohnhaus                            | Baudenkmal-Gruppe Bismarckstraße II | 37192872 | BW             |
| Bismarckstraße 92 53° 2′ 42″ N, 8° 37′ 56″ O      | Vorgarten                           | Baudenkmal-Gruppe Bismarckstraße II | 37193189 | BW             |
| Bismarckstraße 93 53° 2′ 42″ N, 8° 37′ 56″ O      | Wohnhaus                            | Baudenkmal-Gruppe Bismarckstraße II | 37192896 | BW             |
| Bismarckstraße 93 53° 2′ 42″ N, 8° 37′ 56″ O      | Vorgarten                           | Baudenkmal-Gruppe Bismarckstraße II | 37193145 | BW             |
| Bismarckstraße 94 53° 2′ 42″ N, 8° 37′ 55″ O      | Wohnhaus                            | Baudenkmal-Gruppe Bismarckstraße II | 37192920 | BW             |
| Bismarckstraße 94 53° 2′ 42″ N, 8° 37′ 56″ O      | Vorgarten                           | Baudenkmal-Gruppe Bismarckstraße II | 37193211 | BW             |
| Bismarckstraße 95 53° 2′ 42″ N, 8° 37′ 54″ O      | Garten                              | | 37184566 | BW             |
| Bismarckstraße 98 53° 2′ 44″ N, 8° 37′ 53″ O      | Wohnhaus                            | Haus Rehfeld von 1911 | 37179386 | BW             |
| Bismarckstraße 98 53° 2′ 44″ N, 8° 37′ 53″ O      | Vorgarten                           | Haus Rehfeld | 37184208 | BW             |
| Bismarckstraße 98 53° 2′ 44″ N, 8° 37′ 53″ O      | Einfriedung                         | Haus Rehfeld | 37184904 | BW             |
| Bismarckstraße 100 53° 2′ 45″ N, 8° 37′ 51″ O     | Villa                               | | 37179413 | BW             |
| Bismarckstraße 106 53° 2′ 47″ N, 8° 37′ 48″ O     | Villa                               | | 37179438 | BW             |
| 53° 2′ 49″ N, 8° 37′ 44″ O                        | Amtsgericht mit Gefängnis           | Baudenkmal-Gruppe | 36189902 | BW             |
| Bismarckstraße 110 53° 2′ 49″ N, 8° 37′ 43″ O     | Amtsgericht                         | Baudenkmal-Gruppe Amtsgericht Delmenhorst von um 1900 mit Gefängnis                                                                                     | 37185805 |                |
| Bismarckstraße 110 53° 2′ 48″ N, 8° 37′ 44″ O     | Gefängnis (Baukomplex)              | Baudenkmal-Gruppe Amtsgericht mit Gefängnis | 37185831 | BW             |
| Bremer Straße 76 53° 3′ 11″ N, 8° 38′ 45″ O       | Kiosk                               | | 37183804 | BW             |
| Bremer Straße 94 53° 3′ 12″ N, 8° 38′ 54″ O       | Wohnhaus                            | | 37179463 | BW             |
| Cramerstraße 30 53° 2′ 46″ N, 8° 38′ 11″ O        | Wohn-/Geschäftshaus                 | Apotheke | 37179566 | BW             |
| Fischstraße 30 53° 3′ 8″ N, 8° 38′ 2″ O           | Villa                               | Villa Coburg von 1905, Architekt Heinz Stoffregen, heute Städtische Galerie Delmenhorst                                                                 | 37179590 | Weitere Bilder |
| Fischstraße 30 53° 3′ 7″ N, 8° 38′ 2″ O           | Remisen-Anbau                       | Villa Coburg | 37184340 | BW             |
| Kirchplatz 53° 3′ 0″ N, 8° 37′ 51″ O              | Kirche (Bauwerk)                    | Ev. Stadtkirche Zur Heiligen Dreifaltigkeit von 1789 | 37179641 | Weitere Bilder |
| Kirchplatz 53° 3′ 1″ N, 8° 37′ 52″ O              | Kirchhof                            | Stadtkirche Hl. Dreifaltigkeit | 37184456 | BW             |
| Kirchplatz 53° 3′ 1″ N, 8° 37′ 53″ O              | Einfriedung                         | Stadtkirche Hl. Dreifaltigkeit | 37184973 | BW             |
| Kirchplatz 53° 3′ 0″ N, 8° 37′ 51″ O              | Kriegerdenkmal                      | Ehrenmal 1870/71 | 37179672 |                |
| Kirchplatz 53° 2′ 59″ N, 8° 37′ 51″ O             | Lindenallee                         | Ev. Kirche von 1789 | 37185378 | BW             |
| Kirchstraße 3 53° 2′ 57″ N, 8° 37′ 50″ O          | Wohnhaus                            | | 37183558 | BW             |
| Koppelstraße 15 53° 3′ 6″ N, 8° 37′ 44″ O         | Wohnhaus                            | | 37183583 | BW             |
| Koppelstraße 15 53° 3′ 6″ N, 8° 37′ 45″ O         | Einfriedung                         | | 37184116 | BW             |
| Koppelstraße 16 53° 3′ 6″ N, 8° 37′ 46″ O         | Hotel                               | | 37179310 | BW             |
| Lange Straße 14 53° 2′ 58″ N, 8° 37′ 40″ O        | Wohn-/Geschäftshaus                 | | 37179695 | BW             |
| Lange Straße 19 53° 2′ 57″ N, 8° 37′ 42″ O        | Wohn-/Geschäftshaus                 | | 37182716 | BW             |
| Lange Straße 23 53° 2′ 56″ N, 8° 37′ 44″ O        | Wohn-/Geschäftshaus                 | | 37179720 | BW             |
| Lange Straße 24 53° 2′ 56″ N, 8° 37′ 45″ O        | Wohn-/Geschäftshaus                 | | 37179745 | BW             |
| 53° 2′ 55″ N, 8° 37′ 56″ O                        | Wohnhausgruppe Lange Straße II      | Baudenkmal-Gruppe | 36190321 | BW             |
| Lange Straße 41 53° 2′ 55″ N, 8° 37′ 56″ O        | Wohn-/Geschäftshaus                 | Baudenkmal-Gruppe Wohn- und Geschäftshaus Lange Straße 41 von 1881, seit 1985 Sitz des Delmenhorster Kuriers                                            | 37192499 |                |
| Lange Straße 42 53° 2′ 55″ N, 8° 37′ 56″ O        | Wohn-/Geschäftshaus                 | Baudenkmal-Gruppe Wohnhausgruppe Lange Straße II | 37193047 | BW             |
| Lange Straße 47 53° 2′ 56″ N, 8° 37′ 58″ O        | Wohn-/Geschäftshaus                 | | 37179770 | BW             |
| Lange Straße 53 53° 2′ 58″ N, 8° 38′ 1″ O         | Wohn-/Geschäftshaus                 | | 37179793 | BW             |
| Lange Straße 54 53° 2′ 58″ N, 8° 38′ 1″ O         | Speicher (Bauwerk)                  | | 37179818 | BW             |
| 53° 2′ 58″ N, 8° 37′ 59″ O                        | Wohnhausgruppe Lange Straße III     | Baudenkmal-Gruppe | 36190385 | BW             |
| Lange Straße 79 53° 2′ 58″ N, 8° 38′ 0″ O         | Wohn-/Geschäftshaus                 | Baudenkmal-Gruppe Wohnhausgruppe Lange Straße III | 37193682 | BW             |
| Lange Straße 79 53° 2′ 59″ N, 8° 37′ 59″ O        | Packhausanbau                       | Baudenkmal-Gruppe Wohnhausgruppe Lange Straße III | 37195505 | BW             |
| Lange Straße 80 53° 2′ 58″ N, 8° 37′ 59″ O        | Wohn-/Geschäftshaus                 | Baudenkmal-Gruppe Wohnhausgruppe Lange Straße III | 37193708 | BW             |
| 53° 2′ 58″ N, 8° 37′ 45″ O                        | Wohnhausgruppe Lange Straße I       | Baudenkmal-Gruppe | 36189934 | BW             |
| Lange Straße 104 53° 2′ 55″ N, 8° 37′ 47″ O       | Wohn-/Geschäftshaus                 | Baudenkmal-Gruppe Wohnhausgruppe Lange Straße I | 37187368 | BW             |
| Lange Straße 105 53° 2′ 56″ N, 8° 37′ 47″ O       | Bank (Geldinstitut)                 | Wohn- und Geschäftshaus Lange Straße 105 aus der Zeit nach 1900, Sitz der Commerzbank, Baudenkmal-Gruppe Wohnhausgruppe Lange Straße I                  | 37187394 | BW             |
| Lange Straße 106 53° 2′ 56″ N, 8° 37′ 46″ O       | Wohn-/Geschäftshaus                 | Baudenkmal-Gruppe Wohnhausgruppe Lange Straße I | 37187419 | BW             |
| Lange Straße 106 53° 2′ 56″ N, 8° 37′ 47″ O       | Rückgebäude                         | Baudenkmal-Gruppe Wohnhausgruppe Lange Straße I | 37188944 | BW             |
| Lange Straße 107 53° 2′ 56″ N, 8° 37′ 46″ O       | Wohn-/Geschäftshaus                 | Ehem. Deutsche Nationalbank, Baudenkmal-Gruppe Wohnhausgruppe Lange Straße I                                                                            | 37187446 | BW             |
| Lange Straße 108 53° 2′ 57″ N, 8° 37′ 46″ O       | Wohn-/Geschäftshaus                 | Einhorn-Apotheke, Baudenkmal-Gruppe Wohnhausgruppe Lange Straße I                                                                                       | 37187473 | BW             |
| Lange Straße 109 53° 2′ 57″ N, 8° 37′ 45″ O       | Wohn-/Geschäftshaus                 | Baudenkmal-Gruppe Wohnhausgruppe Lange Straße I | 37188816 | BW             |
| Lange Straße 111 53° 2′ 58″ N, 8° 37′ 45″ O       | Wohnhaus                            | Baudenkmal-Gruppe Wohnhausgruppe Lange Straße I | 37188792 | BW             |
| Bahnhofstraße 38 53° 2′ 59″ N, 8° 37′ 47″ O       | Wohn-/Geschäftshaus                 | Baudenkmal-Gruppe Wohnhausgruppe Lange Straße I | 37185697 | BW             |
| Bahnhofstraße 39 53° 2′ 59″ N, 8° 37′ 47″ O       | Wohn-/Geschäftshaus                 | Baudenkmal-Gruppe Wohnhausgruppe Lange Straße I | 37185724 | BW             |
| Bahnhofstraße 40 53° 2′ 58″ N, 8° 37′ 46″ O       | Wohn-/Geschäftshaus                 | Baudenkmal-Gruppe Wohnhausgruppe Lange Straße I | 37185751 | BW             |
| Bahnhofstraße 41 53° 2′ 58″ N, 8° 37′ 46″ O       | Wohn-/Geschäftshaus                 | Baudenkmal-Gruppe Wohnhausgruppe Lange Straße I | 37185778 | BW             |
| Lange Straße 112 53° 2′ 58″ N, 8° 37′ 44″ O       | Wohn-/Geschäftshaus                 | Haus Hohenböken von 1864, Baudenkmal-Gruppe Wohnhausgruppe Lange Straße I                                                                               | 37179843 | BW             |
| Lange Straße 122 53° 3′ 0″ N, 8° 37′ 40″ O        | Wohn-/Geschäftshaus                 | Wohn- und Geschäftshaus mit Delmenhorster Kreisblatt, Baudenkmal-Gruppe Wohnhausgruppe Lange Straße I                                                   | 37179871 | BW             |
| 53° 3′ 1″ N, 8° 37′ 35″ O                         | Wohnhausgruppe Lange Straße IV      | Baudenkmal-Gruppe | 36190415 | BW             |
| Lange Straße 130 53° 3′ 0″ N, 8° 37′ 35″ O        | Wohn-/Geschäftshaus                 | Baudenkmal-Gruppe Wohnhausgruppe Lange Straße IV | 37193898 | BW             |
| Lange Straße 130 53° 3′ 1″ N, 8° 37′ 35″ O        | Anbau (Gebäudeteil)                 | Baudenkmal-Gruppe Wohnhausgruppe Lange Straße IV | 37195530 | BW             |
| Lange Straße 130 53° 3′ 1″ N, 8° 37′ 35″ O        | Werkstatt                           | Baudenkmal-Gruppe Wohnhausgruppe Lange Straße IV | 37195660 | BW             |
| Lange Straße 131 53° 3′ 0″ N, 8° 37′ 34″ O        | Wohn-/Geschäftshaus                 | Baudenkmal-Gruppe Wohnhausgruppe Lange Straße IV | 37193924 | BW             |
| Bismarckstraße 106 53° 3′ 6″ N, 8° 38′ 43″ O      | Pavillon (Bauwerk)                  | Gartenpavillon | 37199961 | BW             |
| Lilienstraße 21 53° 3′ 4″ N, 8° 38′ 43″ O         | Turnhalle                           | | 37182585 | BW             |
| Lilienstraße 21 53° 3′ 5″ N, 8° 38′ 44″ O         | Einfriedung                         | | 37184632 | BW             |
| Louisenstraße 4 53° 3′ 8″ N, 8° 37′ 39″ O         | Turnhalle                           | Volkshochschule | 37181197 | BW             |
| Louisenstraße 35 53° 3′ 6″ N, 8° 37′ 40″ O        | Postgebäude                         | Postgebäude Delmenhorst 1893, seit 1981 Polizeidienstgebäude, heute Leerstand                                                                           | 37182238 |                |
| Louisenstraße 30 53° 3′ 5″ N, 8° 37′ 38″ O        | Stadtkirche St. Marien, kath.       | Kath. neogotische Kirche St. Marien Delmenhorst von 1903, Architekt Heinrich Flügel                                                                     | 37179895 | Weitere Bilder |
| Marktstraße 6 53° 2′ 56″ N, 8° 37′ 30″ O          | Verwaltungsgebäude                  | Verwaltungsgebäude Marktstraße 6/7 als Stadthaus II | 37179921 | BW             |
| Marktstraße 7 53° 2′ 55″ N, 8° 37′ 30″ O          | Verwaltungsgebäude                  | Verwaltungsgebäude Marktstraße 6/7 von 1967, Sitz der Polizei                                                                                           | 37181225 | BW             |
| Moltkestraße 13 53° 2′ 48″ N, 8° 37′ 54″ O        | Villa                               | | 37182345 | BW             |
| Moltkestraße 18 53° 2′ 48″ N, 8° 37′ 50″ O        | Wohnhaus                            | | 37182367 | BW             |
| Mühlendamm 1 53° 2′ 48″ N, 8° 37′ 41″ O           | Mühle                               | Burgmühle Delmenhorst, Baudenkmal-Gruppe | 36189917 |                |
| Mühlendamm 1 53° 2′ 49″ N, 8° 37′ 42″ O           | Mühlenkolk                          | Wassermühle (Burgmühle/Rote Mühle), Baudenkmal-Gruppe Mühle Mühlendamm 1                                                                                | 37188968 |                |
| Mühlendamm 1 53° 2′ 49″ N, 8° 37′ 41″ O           | Wohnhaus                            | Müllerhaus Burgmühle, Weiße Mühle, Baudenkmal-Gruppe Mühle Mühlendamm 1                                                                                 | 37188867 | BW             |
| Mühlendamm 1 53° 2′ 48″ N, 8° 37′ 41″ O           | Mühle (Baukomplex)                  | Wassermühle (Burgmühle/Rote Mühle), Baudenkmal-Gruppe Mühle Mühlendamm 1                                                                                | 37187501 |                |
| Mühlendamm 1 53° 2′ 48″ N, 8° 37′ 41″ O           | Stau                                | Wassermühle (Burgmühle/Rote Mühle), Baudenkmal-Gruppen Mühle Mühlendamm 1, Ehem. Burg (Burginsel)                                                       | 37188992 |                |
| Hinter der Wassermühle 53° 2′ 48″ N, 8° 37′ 42″ O | Speicher (Bauwerk)                  | Burgmühle/Rote Mühle, Baudenkmal-Gruppe Mühle Mühlendamm 1                                                                                              | 37187529 |                |
| 53° 2′ 44″ N, 8° 37′ 38″ O                        | Delmenhorst, Ehem. Burg (Burginsel) | Burg Delmenhorst, ehemalige Wasserburg, Baudenkmal-Gruppe                                                                                               | 36190075 |                |
| An den Graften 30 53° 2′ 47″ N, 8° 37′ 32″ O      | Wohnhaus                            | Ehem. Burg, Burginsel, Baudenkmal-Gruppe Delmenhorst | 37189066 | BW             |
| An den Graften 32 53° 2′ 48″ N, 8° 37′ 37″ O      | Wohnhaus                            | Baudenkmal-Gruppe Delmenhorst, Ehem. Burg (Burginsel)                                                                                                   | 37189092 | BW             |
| Mühlendamm 53° 2′ 46″ N, 8° 37′ 38″ O             | Gartenhaus                          | Gräfliches Gartenhaus von Gut Weyhausen von 1564, 1957 hier umgesetzt, Baudenkmal-Gruppe Delmenhorst der ehem. Burg (Burginsel)                         | 37190976 |                |
| Parkstraße 10 53° 2′ 51″ N, 8° 37′ 48″ O          | Villa                               | | 37180281 | BW             |
| Parkstraße 14 53° 2′ 50″ N, 8° 37′ 50″ O          | Wohnhaus                            | | 37180305 | BW             |
| Parkstraße 14 53° 2′ 50″ N, 8° 37′ 49″ O          | Vorgarten                           | | 37184163 | BW             |
| Parkstraße 14 53° 2′ 50″ N, 8° 37′ 49″ O          | Einfriedung                         | | 37184859 | BW             |
| 53° 2′ 53″ N, 8° 37′ 43″ O                        | Delmenhorst, Rathausplatz           | Baudenkmal-Gruppe | 36190182 | BW             |
| Bismarckplatz 2 53° 2′ 50″ N, 8° 37′ 39″ O        | Zollhaus                            | Zollamt, Baudenkmal-Gruppe Delmenhorst, Rathausplatz | 37192443 | BW             |
| Bismarckplatz 3 53° 2′ 51″ N, 8° 37′ 38″ O        | Verwaltungsgebäude                  | Verwaltungsgebäude Bismarckplatz 3 des Finanzamtes von 1925, heute Katasteramt, Architekt Heinz Stoffregen, Baudenkmal-Gruppe Delmenhorst, Rathausplatz | 37192471 | BW             |
| Rathausplatz 1 53° 2′ 52″ N, 8° 37′ 41″ O         | Rathaus                             | Rathaus Delmenhorst von 1908, Architekt Heinz Stoffregen, Baudenkmal-Gruppe Delmenhorst, Rathausplatz                                                   | 37192580 | Weitere Bilder |
| Rathausplatz 53° 2′ 53″ N, 8° 37′ 42″ O           | Kriegerdenkmal                      | Kriegerdenkmal WK I + II, Baudenkmal-Gruppe Delmenhorst, Rathausplatz                                                                                   | 37192554 | Weitere Bilder |
| Rathausplatz 2 53° 2′ 54″ N, 8° 37′ 43″ O         | Markthalle                          | Markthalle Delmenhorst von 1920, Architekt Heinz Stoffregen, Baudenkmal-Gruppe Delmenhorst, Rathausplatz                                                | 37192606 | Weitere Bilder |
| Am Stadtwall 1 53° 2′ 54″ N, 8° 37′ 38″ O         | Verwaltungsgebäude                  | Stadthaus I (Delmenhorst) von 1927, Baudenkmal-Gruppe Delmenhorst, Rathausplatz                                                                         | 37192389 |                |
| Roonstraße 4 53° 2′ 42″ N, 8° 37′ 51″ O           | Wohnhaus                            | | 37181700 | BW             |
| Rosenstraße 39 53° 2′ 56″ N, 8° 38′ 17″ O         | Einfriedung                         | Mehrfamilienhaus | 37184656 | BW             |
| Rosenstraße 39 53° 2′ 56″ N, 8° 38′ 17″ O         | Wohnhaus                            | Mehrfamilienhaus | 37180331 | BW             |
| Rosenstraße 39 53° 2′ 57″ N, 8° 38′ 18″ O         | Hausbäume                           | Mehrfamilienhaus | 37185111 | BW             |
| Schulstraße 5 53° 2′ 58″ N, 8° 37′ 55″ O          | Verwaltungsgebäude                  | Verwaltungsgebäude Schulstraße 5 von 1927, Arbeitsamt, seit 1999 Finanzservice Delmenhorst                                                              | 37180479 | BW             |
| 53° 3′ 3″ N, 8° 37′ 53″ O                         | Schul-Ensemble Delmenhorst          | Baudenkmal-Gruppe | 36190367 | BW             |
| Schulstraße 13 53° 3′ 1″ N, 8° 37′ 52″ O          | Schule                              | Weiße Jahnschule Delmenhorst, Baudenkmal-Gruppe Schul-Ensemble Delmenhorst                                                                              | 37193381 | BW             |
| Schulstraße 19 53° 3′ 3″ N, 8° 37′ 52″ O          | Schule                              | Rote Jahnschule von 1873, Baudenkmal-Gruppe Schul-Ensemble Delmenhorst                                                                                  | 37193411 | BW             |
| Schulstraße 32 53° 3′ 5″ N, 8° 37′ 53″ O          | Schule                              | Gymnasium Willmsstraße, Gebäude C, Baudenkmal-Gruppe Schul-Ensemble Delmenhorst                                                                         | 37193442 | BW             |
| Schulstraße 32 53° 3′ 3″ N, 8° 37′ 53″ O          | Turnhalle                           | Jahnturnhalle, Baudenkmal-Gruppe Schul-Ensemble Delmenhorst                                                                                             | 37193843 | BW             |
| Westerstraße 4 53° 3′ 6″ N, 8° 37′ 44″ O          | Wohnhaus                            | | 37180582 | BW             |

### Deichhorst
Baudenkmale im Stadtteil Deichhorst.

| Lage                                                    | Bezeichnung                                  | Beschreibung | ID        | Bild           |
| ------------------------------------------------------- | -------------------------------------------- | --- | --------- | -------------- |
| Jahnstraße 37 53° 3′ 1″ N, 8° 36′ 45″ O                 | Wohnhaus                                     | | 37179618  | BW             |
| Kantstraße 39 53° 3′ 8″ N, 8° 36′ 34″ O                 | Turnhalle                                    | Turnhalle Deichhorst | 37183852  | BW             |
| Tiergartenstraße 53° 3′ 5″ N, 8° 36′ 3″ O               | Denkmal                                      | Denkmal Nikolaus Friedrich Peter von 1912 für Großherzog Peter II. (Oldenburg)                                              | 49483177  | Weitere Bilder |
| Oldenburger Straße 13 53° 2′ 59″ N, 8° 37′ 24″ O        | Wohn-/Geschäftshaus                          | | 37179999  | BW             |
| Oldenburger Straße 42 53° 2′ 56″ N, 8° 36′ 59″ O        | Villa                                        | | 37180023  | BW             |
| Oldenburger Straße 49 53° 2′ 56″ N, 8° 36′ 51″ O        | Villa                                        | Villa Oldenburger Straße 49 von 1882, ab 1966 Jugendfreizeitstätte, ab 2011 Familienzentrum                                 | 37180047  | BW             |
| Oldenburger Straße 52 53° 2′ 56″ N, 8° 36′ 48″ O        | Villa                                        | | 37180073  | BW             |
| Oldenburger Straße 52 53° 2′ 57″ N, 8° 36′ 48″ O        | Einfriedung                                  | | 37184679  | BW             |
| Oldenburger Straße 52 53° 2′ 57″ N, 8° 36′ 48″ O        | Gitter                                       | | 37185134  | BW             |
| 53° 2′ 57″ N, 8° 36′ 35″ O                              | Wohnhausensemble Oldenburger Straße          | Baudenkmal-Gruppe | 36190241  | BW             |
| Oldenburger Straße 67 53° 2′ 57″ N, 8° 36′ 35″ O        | Wohnhaus                                     | Baudenkmal-Gruppe Wohnhausensemble Oldenburger Straße                                                                       | 37192748  | BW             |
| Oldenburger Straße 68 53° 2′ 57″ N, 8° 36′ 34″ O        | Wohnhaus                                     | 2.gesch verputztes Wohn- und Geschäftshaus, heute mit Bistro, Baudenkmal-Gruppe Wohnhausensemble Oldenburger Straße         | 37192721  | BW             |
| Oldenburger Straße 118 53° 2′ 58″ N, 8° 36′ 16″ O       | Wohnhaus                                     | | 37180126  | BW             |
| Oldenburger Straße 133 53° 2′ 58″ N, 8° 36′ 31″ O       | Wohnhaus                                     | | 37180151  | BW             |
| 53° 2′ 59″ N, 8° 36′ 35″ O                              | Haus Precht                                  | Baudenkmal-Gruppe | 36190349  | BW             |
| Oldenburger Straße 135 53° 2′ 58″ N, 8° 36′ 35″ O       | Wohnhaus                                     | Baudenkmal-Gruppe Haus Precht                                                                                               | 37193733  | BW             |
| Oldenburger Straße 135 53° 2′ 59″ N, 8° 36′ 35″ O       | Remise                                       | Baudenkmal-Gruppe Haus Precht                                                                                               | 37193762  | BW             |
| Oldenburger Straße 135 53° 2′ 59″ N, 8° 36′ 34″ O       | Garten                                       | Baudenkmal-Gruppe Haus Precht                                                                                               | 37193816  | BW             |
| Oldenburger Straße 135 53° 3′ 0″ N, 8° 36′ 36″ O        | Gewächshaus                                  | Traubenhaus von um 1870, 2010 saniert, Baudenkmal-Gruppe Haus Precht                                                        | 37193789  | BW             |
| Oldenburger Straße 153 53° 2′ 58″ N, 8° 36′ 55″ O       | Villa                                        | Haus Warrelmann | 37180176  | BW             |
| Oldenburger Straße 172 53° 2′ 58″ N, 8° 37′ 6″ O        | Villa                                        | Direktorenvilla Oldenburger Straße 172 von 1912 für Bremer Linoleumwerk                                                     | 37180201  | BW             |
| Oldenburger Straße 191 53° 2′ 59″ N, 8° 37′ 21″ O       | Einfriedung                                  | Leffers-Villa | 37185264  |                |
| Oldenburger Straße 191 53° 3′ 0″ N, 8° 37′ 20″ O        | Vorfahrt                                     | Leffers-Villa | 37185016  | BW             |
| Oldenburger Straße 191 53° 3′ 0″ N, 8° 37′ 20″ O        | Villa                                        | Leffers-Villa | 37180254  | BW             |
| Oldenburger Straße 191 53° 3′ 1″ N, 8° 37′ 19″ O        | Gartengrundstück                             | Leffers-Villa | 37184517  | BW             |
| Oldenburger Landstraße 4 53° 2′ 57″ N, 8° 35′ 59″ O     | Wohnhaus                                     | | 37183670  | BW             |
| 53° 2′ 52″ N, 8° 35′ 33″ O                              | Neuer kath. Friedhof St. Marien Gedenkstätte | Baudenkmal-Gruppe Katholischer Friedhof Oldenburger Landstraße                                                              | 36190206  | BW             |
| Oldenburger Landstraße 53° 2′ 53″ N, 8° 35′ 32″ O       | Gedenkstätte                                 | Baudenkmal-Gruppe Neuer kath. Friedhof St. Marien Gedenkstätte                                                              | 37192529  | BW             |
| Oldenburger Landstraße 53° 2′ 52″ N, 8° 35′ 33″ O       | Einfriedung                                  | Neuer kath. Friedhof St. Marien Einfriedung Familie Leffers, Baudenkmal-Gruppe Neuer kath. Friedhof St. Marien Gedenkstätte | 37184701  |                |
| Oldenburger Landstraße 53° 2′ 52″ N, 8° 35′ 33″ O       | Grabstätte                                   | Neuer kath. Friedhof St. Marien Grabstätte Familie Leffers, Baudenkmal-Gruppe Neuer kath. Friedhof St. Marien Gedenkstätte  | 37179972  |                |
| Wildeshauser Straße 53° 2′ 51″ N, 8° 35′ 48″ O          | Delmenhorst, Ev. Friedhof                    | Evangelischer Friedhof Wildeshauser Straße, Baudenkmal-Gruppe                                                               | 36190137  | BW             |
| Wildeshauser Straße 53° 2′ 51″ N, 8° 35′ 49″ O          | Friedhof                                     | Baudenkmal-Gruppe Delmenhorst, Ev. Friedhof                                                                                 | 337192018 | BW             |
| Wildeshauser Straße 53° 2′ 52″ N, 8° 35′ 46″ O          | Friedhofskapelle                             | Kapelle von 1929, Architekt Fritz Höger, Baudenkmal-Gruppe Delmenhorst, Ev. Friedhof                                        | 37191992  |                |
| Wildeshauser Straße 53° 2′ 51″ N, 8° 35′ 49″ O          | Pyramiden-Ulmenallee                         | Allee, Baudenkmal-Gruppe Delmenhorst, Ev. Friedhof                                                                          | 45161688  | BW             |
| Wildeshauser Straße 53° 2′ 49″ N, 8° 35′ 52″ O          | Torhaus                                      | Friedhof, linkes Torhaus, Baudenkmal-Gruppe Delmenhorst, Ev. Friedhof                                                       | 37192065  |                |
| Wildeshauser Straße 53° 2′ 49″ N, 8° 35′ 52″ O          | Torhaus                                      | Friedhof, rechtes Torhaus, Baudenkmal-Gruppe Delmenhorst, Ev. Friedhof                                                      | 37192041  |                |
| Wildeshauser Straße 53° 2′ 53″ N, 8° 35′ 53″ O          | Lindenallee                                  | Baudenkmal-Gruppe Delmenhorst, Ev. Friedhof                                                                                 | 45161707  | BW             |
| Wildeshauser Straße 32a 53° 2′ 37″ N, 8° 35′ 41″ O      | Kiosk                                        | | 37183828  |                |
| 53° 2′ 41″ N, 8° 35′ 34″ O                              | Delmenhorst, Krankenhaus                     | Klinikum Delmenhorst, städt. Krankenhaus von 1928, Baudenkmal-Gruppe                                                        | 36190152  | BW             |
| Wildeshauser Straße 92 53° 2′ 39″ N, 8° 35′ 36″ O       | Krankenhaus (Bauwerk)                        | Hauptgebäude von 1928, Architekt Fritz Höger, Baudenkmal-Gruppe Delmenhorst, Krankenhaus                                    | 37191886  |                |
| Wildeshauser Straße 92 53° 2′ 42″ N, 8° 35′ 37″ O       | Maschinenhaus                                | Krankenhaus, Betriebsgebäude, Baudenkmal-Gruppe Delmenhorst, Krankenhaus                                                    | 37191913  | BW             |
| Wildeshauser Straße 92 53° 2′ 42″ N, 8° 35′ 37″ O       | Schornstein                                  | Krankenhaus, Betriebsgebäude, Baudenkmal-Gruppe Delmenhorst, Krankenhaus                                                    | 37192363  |                |
| Wildeshauser Straße 92 53° 2′ 43″ N, 8° 35′ 34″ O       | „Außenhaus“                                  | Krankenhaus (Bauwerk), Baudenkmal-Gruppe Delmenhorst, Krankenhaus                                                           | 37191966  | BW             |
| Wildeshauser Straße 92 53° 2′ 43″ N, 8° 35′ 38″ O       | Pathologie                                   | Krankenhaus (Bauwerk), Baudenkmal-Gruppe Delmenhorst, Krankenhaus                                                           | 37191940  | BW             |
| 53° 2′ 50″ N, 8° 36′ 10″ O                              | Siedlung Schubertstraße                      | Baudenkmal-Gruppe | 36190477  | BW             |
| Bachstraße 10 53° 2′ 47″ N, 8° 36′ 14″ O                | Wohnhaus                                     | Baudenkmal-Gruppe Siedlung Schubertstraße                                                                                   | 37194476  | BW             |
| Bachstraße 12 53° 2′ 48″ N, 8° 36′ 14″ O                | Wohnhaus                                     | Baudenkmal-Gruppe Siedlung Schubertstraße                                                                                   | 37194505  | BW             |
| Bachstraße 14 53° 2′ 48″ N, 8° 36′ 14″ O                | Wohnhaus                                     | Doppelhaus Baudenkmal-Gruppe Siedlung Schubertstraße                                                                        | 37194534  | BW             |
| Bachstraße 18 53° 2′ 49″ N, 8° 36′ 14″ O                | Wohnhaus                                     | Baudenkmal-Gruppe Siedlung Schubertstraße                                                                                   | 37194563  | BW             |
| Bachstraße 20 53° 2′ 50″ N, 8° 36′ 14″ O                | Wohnhaus                                     | Baudenkmal-Gruppe Siedlung Schubertstraße                                                                                   | 37194592  | BW             |
| Bachstraße 22 53° 2′ 50″ N, 8° 36′ 14″ O                | Wohnhaus                                     | Baudenkmal-Gruppe Siedlung Schubertstraße                                                                                   | 37194621  | BW             |
| Bachstraße 24 53° 2′ 51″ N, 8° 36′ 14″ O                | Wohnhaus                                     | Baudenkmal-Gruppe Siedlung Schubertstraße                                                                                   | 37194650  | BW             |
| Bachstraße 26 53° 2′ 52″ N, 8° 36′ 14″ O                | Wohnhaus                                     | Baudenkmal-Gruppe Siedlung Schubertstraße                                                                                   | 37194679  | BW             |
| Bachstraße 28 53° 2′ 52″ N, 8° 36′ 14″ O                | Wohnhaus                                     | Baudenkmal-Gruppe Siedlung Schubertstraße                                                                                   | 37194708  | BW             |
| Bachstraße 30 53° 2′ 53″ N, 8° 36′ 14″ O                | Wohnhaus                                     | Baudenkmal-Gruppe Siedlung Schubertstraße                                                                                   | 37194737  | BW             |
| Franz-Schubert-Straße 1, 3 53° 2′ 55″ N, 8° 36′ 11″ O   | Wohnhaus                                     | Baudenkmal-Gruppe Siedlung Schubertstraße                                                                                   | 37194766  | BW             |
| Franz-Schubert-Straße 5 53° 2′ 54″ N, 8° 36′ 11″ O      | Wohnhaus                                     | Baudenkmal-Gruppe Siedlung Schubertstraße                                                                                   | 37194795  | BW             |
| Franz-Schubert-Straße 7 53° 2′ 53″ N, 8° 36′ 10″ O      | Wohnhaus                                     | Baudenkmal-Gruppe Siedlung Schubertstraße                                                                                   | 37194824  | BW             |
| Franz-Schubert-Straße 9 53° 2′ 53″ N, 8° 36′ 11″ O      | Wohnhaus                                     | Baudenkmal-Gruppe Siedlung Schubertstraße                                                                                   | 37194853  | BW             |
| Franz-Schubert-Straße 11 53° 2′ 52″ N, 8° 36′ 10″ O     | Wohnhaus                                     | Baudenkmal-Gruppe Siedlung Schubertstraße                                                                                   | 37194882  | BW             |
| Franz-Schubert-Straße 13 53° 2′ 51″ N, 8° 36′ 10″ O     | Wohnhaus                                     | Baudenkmal-Gruppe Siedlung Schubertstraße                                                                                   | 37194911  | BW             |
| Franz-Schubert-Straße 15 53° 2′ 51″ N, 8° 36′ 11″ O     | Wohnhaus                                     | Baudenkmal-Gruppe Siedlung Schubertstraße                                                                                   | 37194940  | BW             |
| Franz-Schubert-Straße 17, 19 53° 2′ 50″ N, 8° 36′ 11″ O | Wohnhaus                                     | Baudenkmal-Gruppe Siedlung Schubertstraße                                                                                   | 37194969  | BW             |
| Franz-Schubert-Straße 21, 23 53° 2′ 49″ N, 8° 36′ 11″ O | Wohnhaus                                     | Baudenkmal-Gruppe Siedlung Schubertstraße                                                                                   | 37194998  | BW             |
| Franz-Schubert-Straße 25, 27 53° 2′ 48″ N, 8° 36′ 10″ O | Wohnhaus                                     | Baudenkmal-Gruppe Siedlung Schubertstraße                                                                                   | 37195027  | BW             |
| Franz-Schubert-Straße 2, 4 53° 2′ 54″ N, 8° 36′ 9″ O    | Wohnhaus                                     | Doppelhaus, Baudenkmal-Gruppe Siedlung Schubertstraße                                                                       | 37195056  | BW             |
| Franz-Schubert-Straße 6, 8 53° 2′ 53″ N, 8° 36′ 9″ O    | Wohnhaus                                     | Doppelhaus, Baudenkmal-Gruppe Siedlung Schubertstraße                                                                       | 37195085  | BW             |
| Franz-Schubert-Straße 10, 12 53° 2′ 52″ N, 8° 36′ 9″ O  | Wohnhaus                                     | Doppelhaus, Baudenkmal-Gruppe Siedlung Schubertstraße                                                                       | 37195114  | BW             |
| Franz-Schubert-Straße 14 53° 2′ 51″ N, 8° 36′ 8″ O      | Wohnhaus                                     | Baudenkmal-Gruppe Siedlung Schubertstraße                                                                                   | 37195143  | BW             |
| Franz-Schubert-Straße 16 53° 2′ 50″ N, 8° 36′ 8″ O      | Wohnhaus                                     | Baudenkmal-Gruppe Siedlung Schubertstraße                                                                                   | 37195172  | BW             |
| Franz-Schubert-Straße 18 53° 2′ 49″ N, 8° 36′ 9″ O      | Wohnhaus                                     | Baudenkmal-Gruppe Siedlung Schubertstraße                                                                                   | 37195201  | BW             |
| Franz-Schubert-Straße 20 53° 2′ 49″ N, 8° 36′ 9″ O      | Wohnhaus                                     | Baudenkmal-Gruppe Siedlung Schubertstraße                                                                                   | 37195230  | BW             |
| Franz-Schubert-Straße 22 53° 2′ 48″ N, 8° 36′ 9″ O      | Wohnhaus                                     | Baudenkmal-Gruppe Siedlung Schubertstraße                                                                                   | 37195259  | BW             |
| Franz-Schubert-Straße 24 53° 2′ 48″ N, 8° 36′ 9″ O      | Wohnhaus                                     | Baudenkmal-Gruppe Siedlung Schubertstraße                                                                                   | 37195288  | BW             |
| Franz-Schubert-Straße 26, 28 53° 2′ 47″ N, 8° 36′ 9″ O  | Wohnhaus                                     | Baudenkmal-Gruppe Siedlung Schubertstraße                                                                                   | 37195317  | BW             |
| Händelstraße 1 53° 2′ 50″ N, 8° 36′ 6″ O                | Wohnhaus                                     | Baudenkmal-Gruppe Siedlung Schubertstraße                                                                                   | 37194157  | BW             |
| Händelstraße 2 53° 2′ 51″ N, 8° 36′ 6″ O                | Wohnhaus                                     | Baudenkmal-Gruppe Siedlung Schubertstraße                                                                                   | 37194302  | BW             |
| Händelstraße 3 53° 2′ 49″ N, 8° 36′ 6″ O                | Wohnhaus                                     | Baudenkmal-Gruppe Siedlung Schubertstraße                                                                                   | 37194186  | BW             |
| Händelstraße 4 53° 2′ 50″ N, 8° 36′ 5″ O                | Wohnhaus                                     | Baudenkmal-Gruppe Siedlung Schubertstraße                                                                                   | 37194331  | BW             |
| Händelstraße 5 53° 2′ 48″ N, 8° 36′ 6″ O                | Wohnhaus                                     | Baudenkmal-Gruppe Siedlung Schubertstraße                                                                                   | 37194215  | BW             |
| Händelstraße 6 53° 2′ 50″ N, 8° 36′ 5″ O                | Wohnhaus                                     | Baudenkmal-Gruppe Siedlung Schubertstraße                                                                                   | 37194360  | BW             |
| Händelstraße 7 53° 2′ 48″ N, 8° 36′ 5″ O                | Wohnhaus                                     | Baudenkmal-Gruppe Siedlung Schubertstraße                                                                                   | 37194244  | BW             |
| Händelstraße 8 53° 2′ 49″ N, 8° 36′ 4″ O                | Wohnhaus                                     | Baudenkmal-Gruppe Siedlung Schubertstraße                                                                                   | 37194389  | BW             |
| Händelstraße 9 53° 2′ 47″ N, 8° 36′ 5″ O                | Wohnhaus                                     | Baudenkmal-Gruppe Siedlung Schubertstraße                                                                                   | 37194273  | BW             |
| Händelstraße 10 53° 2′ 48″ N, 8° 36′ 4″ O               | Wohnhaus                                     | Baudenkmal-Gruppe Siedlung Schubertstraße                                                                                   | 37194418  | BW             |
| Händelstraße 12, 14 53° 2′ 47″ N, 8° 36′ 3″ O           | Wohnhaus                                     | Doppelhaus, Baudenkmal-Gruppe Siedlung Schubertstraße                                                                       | 37194447  | BW             |

### Dwoberg/Ströhen
Baudenkmale im Stadtteil Dwoberg/Ströhen.

| Lage                                                   | Bezeichnung              | Beschreibung                                                               | ID       | Bild |
| ------------------------------------------------------ | ------------------------ | -------------------------------------------------------------------------- | -------- | ---- |
| Dwoberger Dorfschaftsweg 12 53° 3′ 19″ N, 8° 35′ 46″ O | Wohn-/Wirtschaftsgebäude |                                                                            | 37180606 | BW   |
| Dwoberger Dorfschaftsweg 15 53° 3′ 20″ N, 8° 35′ 34″ O | Wohn-/Wirtschaftsgebäude |                                                                            | 37180629 | BW   |
| Dwoberger Dorfschaftsweg 29 53° 3′ 21″ N, 8° 35′ 56″ O | Wohn-/Wirtschaftsgebäude |                                                                            | 37180652 | BW   |
| Dwoberger Straße 31 53° 3′ 17″ N, 8° 36′ 16″ O         | Wohn-/Wirtschaftsgebäude | Hallenhaus                                                                 | 37180675 | BW   |
| Dwoberger Straße 63 53° 3′ 30″ N, 8° 35′ 53″ O         | Villa                    | Hallenhaus                                                                 | 37180699 | BW   |
| Mühlenstraße 89 53° 3′ 31″ N, 8° 37′ 25″ O             | Gasthaus                 |                                                                            | 37179948 | BW   |
| Schanzenstraße 53° 3′ 24″ N, 8° 37′ 12″ O              | Kapelle (Bauwerk)        | Friedhofskapelle St. Marien auf altem Katholischen Friedhof Schanzenstraße | 37180402 | BW   |
| Schanzenstraße 53° 3′ 24″ N, 8° 37′ 13″ O              | Grabmal                  | Grabdenkmal M. Leffers auf altem Katholischen Friedhof Schanzenstraße      | 37180427 | BW   |
| Schönemoorer Straße 52 53° 3′ 48″ N, 8° 37′ 27″ O      | Wohn-/Wirtschaftsgebäude | Hallenhaus                                                                 | 37180453 | BW   |
| Schönemoorer Straße 52 53° 3′ 48″ N, 8° 37′ 27″ O      | Nebengebäude             | Hallenhaus                                                                 | 37184416 | BW   |

### Bungerhof
Baudenkmale im Stadtteil Bungerhof. Aufgeteilt nach Stadtvierteln.

#### Bungerhof
| Lage                                                | Bezeichnung                    | Beschreibung                                                                              | ID       | Bild |
| --------------------------------------------------- | ------------------------------ | ----------------------------------------------------------------------------------------- | -------- | ---- |
| 53° 4′ 23″ N, 8° 38′ 10″ O                          | Städtischer Friedhof Bungerhof | Städtischer Friedhof Bungerhof, Baudenkmal-Gruppe                                         | 36189999 | BW   |
| Friedensstraße 15 53° 4′ 24″ N, 8° 38′ 10″ O        | Kapelle (Bauwerk)              | Kapelle von 1929, Architekt Fritz Höger, Baudenkmal-Gruppe Städtischer Friedhof Bungerhof | 37185491 | BW   |
| Friedensstraße 15 53° 4′ 22″ N, 8° 38′ 10″ O        | Torhaus                        | Torhaus von 1930, Baudenkmal-Gruppe Städtischer Friedhof Bungerhof von 1927/29            | 37185517 | BW   |
| Hemmelskamp 36 53° 5′ 5″ N, 8° 38′ 17″ O            | Wohnhaus                       |                                                                                           | 37180937 | BW   |
| Stedinger Landstraße 5 53° 4′ 58″ N, 8° 38′ 48″ O   | Gartengrundstück               | Landhaus Osterloh                                                                         | 37185197 | BW   |
| Stedinger Landstraße 5 53° 4′ 58″ N, 8° 38′ 47″ O   | Villa                          | Landhaus Osterloh                                                                         | 37181250 | BW   |
| Stedinger Landstraße 5 53° 4′ 58″ N, 8° 38′ 47″ O   | Nebengebäude                   | Landhaus Osterloh                                                                         | 37184369 | BW   |
| Stedinger Landstraße 5 53° 4′ 58″ N, 8° 38′ 47″ O   | Garagenanbau                   | Landhaus Osterloh                                                                         | 37184947 | BW   |
| Stedinger Landstraße 84 53° 5′ 34″ N, 8° 38′ 51″ O  | Wohn-/Wirtschaftsgebäude       |                                                                                           | 37180913 | BW   |
| Stedinger Landstraße 136 53° 6′ 3″ N, 8° 38′ 46″ O  | Wohn-/Wirtschaftsgebäude       |                                                                                           | 37179215 | BW   |
| Stedinger Landstraße 178 53° 6′ 26″ N, 8° 38′ 48″ O | Wohn-/Wirtschaftsgebäude       |                                                                                           | 37179238 | BW   |
| Unterm Deich 15 53° 6′ 10″ N, 8° 38′ 52″ O          | Wohn-/Wirtschaftsgebäude       |                                                                                           | 37179261 | BW   |
| Dorfweg 16 53° 6′ 13″ N, 8° 38′ 51″ O               | Wohn-/Wirtschaftsgebäude       |                                                                                           | 37179192 | BW   |
| Am Leckerbeeten 27 53° 5′ 55″ N, 8° 39′ 21″ O       | Wohn-/Wirtschaftsgebäude       |                                                                                           | 37179146 | BW   |
| Deichhauser Weg 48 53° 5′ 55″ N, 8° 39′ 11″ O       | Wohn-/Wirtschaftsgebäude       |                                                                                           | 37179169 | BW   |

#### Hasbergen
| Lage                                               | Bezeichnung                      | Beschreibung                                                                             | ID       | Bild           |
| -------------------------------------------------- | -------------------------------- | ---------------------------------------------------------------------------------------- | -------- | -------------- |
| Delmestraße 8 53° 4′ 29″ N, 8° 39′ 32″ O           | Wohn-/Wirtschaftsgebäude         |                                                                                          | 37180722 | BW             |
| Delmestraße 12 53° 4′ 28″ N, 8° 39′ 30″ O          | Wohn-/Wirtschaftsgebäude         |                                                                                          | 37180745 | BW             |
| 53° 4′ 32″ N, 8° 39′ 26″ O                         | Hasberger Dorfmühle              | Baudenkmal-Gruppe                                                                        | 36190226 | BW             |
| Hasberger Dorfstraße 1 53° 4′ 32″ N, 8° 39′ 27″ O  | Mühle (Baukomplex)               | Wassermühle von um 1450 und 1547, Baudenkmal-Gruppe Hasberger Dorfmühle                  | 37192637 | BW             |
| Hasberger Dorfstraße 1 53° 4′ 32″ N, 8° 39′ 28″ O  | Lagerhalle                       | Wassermühle, Baudenkmal-Gruppe Hasberger Dorfmühle                                       | 37193281 | BW             |
| Hasberger Dorfstraße 1 53° 4′ 32″ N, 8° 39′ 27″ O  | Turbinenhaus                     | Wassermühle, Baudenkmal-Gruppe Hasberger Dorfmühle                                       | 37193306 |                |
| Hasberger Dorfstraße 1 53° 4′ 32″ N, 8° 39′ 26″ O  | Mühlenstau                       | Wassermühle, Baudenkmal-Gruppe Hasberger Dorfmühle                                       | 37193331 | BW             |
| Hasberger Dorfstraße 1 53° 4′ 32″ N, 8° 39′ 26″ O  | Wehranlage                       | Wassermühle, Baudenkmal-Gruppe Hasberger Dorfmühle                                       | 37193356 | BW             |
| Mühlenkamp 2 53° 4′ 33″ N, 8° 39′ 25″ O            | Wohn-/Wirtschaftsgebäude         | Müllerhaus der Wassermühle, Baudenkmal-Gruppe Hasberger Dorfmühle                        | 37192667 | BW             |
| Mühlenkamp 2 53° 4′ 33″ N, 8° 39′ 25″ O            | Stallanbau                       | Müllerhaus der Wassermühle, Baudenkmal-Gruppe Hasberger Dorfmühle                        | 37193255 | BW             |
| 53° 4′ 31″ N, 8° 39′ 31″ O                         | Hasbergen, ehem. Schmiede        | Baudenkmal-Gruppe                                                                        | 36190060 | BW             |
| Hasberger Dorfstraße 6 53° 4′ 31″ N, 8° 39′ 31″ O  | Schmiede                         | ehem. Dorfschmiede, Baudenkmal-Gruppe Hasbergen, ehem. Schmiede                          | 37192116 | BW             |
| Hasberger Dorfstraße 6 53° 4′ 31″ N, 8° 39′ 31″ O  | Wohn-/Wirtschaftsgebäude         | ehem. Dorfschmiede, Baudenkmal-Gruppe Hasbergen, ehem. Schmiede                          | 37192089 | BW             |
| 53° 4′ 34″ N, 8° 39′ 34″ O                         | Hasberger Dorfstraße 9           | Baudenkmal-Gruppe                                                                        | 36190462 | BW             |
| Hasberger Dorfstraße 9 53° 4′ 33″ N, 8° 39′ 34″ O  | Wohn-/Wirtschaftsgebäude         | Hallenhaus, Baudenkmal-Gruppe Hasberger Dorfstraße 9                                     | 37193501 | BW             |
| Hasberger Dorfstraße 9 53° 4′ 34″ N, 8° 39′ 34″ O  | Stallgebäude                     | Baudenkmal-Gruppe Hasberger Dorfstraße 9                                                 | 37194133 | BW             |
| Hasberger Dorfstraße 9 53° 4′ 34″ N, 8° 39′ 33″ O  | Wirtschaftsgebäude               | Stall/Scheune, Baudenkmal-Gruppe Hasberger Dorfstraße 9                                  | 37194108 | BW             |
| 53° 4′ 33″ N, 8° 39′ 40″ O                         | Hofensemble Hasberger Dorfstraße | Baudenkmal-Gruppe                                                                        | 36190401 | BW             |
| 53° 4′ 32″ N, 8° 39′ 37″ O                         | Hasbergen, Hofanlage Dorfstraße  | Baudenkmal-Gruppe Hofensemble Hasberger Dorfstraße                                       | 36190014 | BW             |
| Hasberger Dorfstraße 12 53° 4′ 32″ N, 8° 39′ 37″ O | Wohn-/Wirtschaftsgebäude         | Baudenkmal-Gruppen Hofensemble Hasberger Dorfstraße                                      | 37193558 | BW             |
| Hasberger Dorfstraße 12 53° 4′ 31″ N, 8° 39′ 38″ O | Stallteil                        | Baudenkmal-Gruppen Hofensemble Hasberger Dorfstraße, Hasbergen, Hofanlage Dorfstraße     | 37195555 | BW             |
| Hasberger Dorfstraße 12 53° 4′ 32″ N, 8° 39′ 38″ O | Scheune                          | Baudenkmal-Gruppen Hofensemble Hasberger Dorfstraße, Hasbergen, Hofanlage Dorfstraße     | 37193529 | BW             |
| Hasberger Dorfstraße 16 53° 4′ 31″ N, 8° 39′ 42″ O | Wohn-/Wirtschaftsgebäude         | Hallenhaus, Baudenkmal-Gruppen Hofensemble Hasberger Dorfstraße                          | 37193589 | BW             |
| Hasberger Dorfstraße 16 53° 4′ 32″ N, 8° 39′ 43″ O | Stallgebäude                     | Hallenhaus, Baudenkmal-Gruppen Hofensemble Hasberger Dorfstraße                          | 37195424 | BW             |
| Hasberger Dorfstraße 16 53° 4′ 32″ N, 8° 39′ 42″ O | Hofpflasterung                   | Hallenhaus, Baudenkmal-Gruppen Hofensemble Hasberger Dorfstraße                          | 37195608 | BW             |
| Hasberger Dorfstraße 21 53° 4′ 33″ N, 8° 39′ 41″ O | Stallgebäude                     | Hallenhaus, Baudenkmal-Gruppen Hofensemble Hasberger Dorfstraße                          | 37195479 | BW             |
| Hasberger Dorfstraße 21 53° 4′ 33″ N, 8° 39′ 41″ O | Wohn-/Wirtschaftsgebäude         | Hallenhaus, Baudenkmal-Gruppen Hofensemble Hasberger Dorfstraße                          | 37193620 | BW             |
| Hasberger Dorfstraße 23 53° 4′ 34″ N, 8° 39′ 41″ O | Stallgebäude                     | Hallenhaus, Baudenkmal-Gruppen Hofensemble Hasberger Dorfstraße                          | 37195453 | BW             |
| Hasberger Dorfstraße 23 53° 4′ 34″ N, 8° 39′ 42″ O | Wohn-/Wirtschaftsgebäude         | Hallenhaus, Baudenkmal-Gruppen Hofensemble Hasberger Dorfstraße                          | 37193651 | BW             |
| Hasberger Dorfstraße 42 53° 4′ 36″ N, 8° 39′ 58″ O | Wohn-/Wirtschaftsgebäude         |                                                                                          | 37180769 | BW             |
| 53° 4′ 40″ N, 8° 40′ 13″ O                         | Hasbergen, ehem. Schule          | Baudenkmal-Gruppe                                                                        | 36190045 | BW             |
| Hasberger Dorfstraße 58 53° 4′ 39″ N, 8° 40′ 11″ O | Wohn-/Wirtschaftsgebäude         | Baudenkmal-Gruppe Hasbergen, ehem. Schule                                                | 37192144 | BW             |
| Hasberger Dorfstraße 58 53° 4′ 40″ N, 8° 40′ 12″ O | Scheune                          | Baudenkmal-Gruppe Hasbergen, ehem. Schule                                                | 37192169 | BW             |
| Hasberger Dorfstraße 58 53° 4′ 40″ N, 8° 40′ 13″ O | Schule                           | Baudenkmal-Gruppe Hasbergen, ehem. Schule                                                | 37192194 | BW             |
| 53° 4′ 41″ N, 8° 40′ 14″ O                         | Hasbergen, Kirche mit Kirchhof   | Baudenkmal-Gruppe                                                                        | 36190030 | Weitere Bilder |
| Hasberger Dorfstraße 63 53° 4′ 41″ N, 8° 40′ 14″ O | Kirche (Bauwerk)                 | Evang. St.-Laurentius-Kirche Hasbergen, Baudenkmal-Gruppe Hasbergen, Kirche mit Kirchhof | 37192218 | Weitere Bilder |
| Hasberger Dorfstraße 63 53° 4′ 42″ N, 8° 40′ 17″ O | Friedhof                         | ehem. Kirchhof, Baudenkmal-Gruppe Hasbergen, Kirche mit Kirchhof                         | 37192243 |                |
| Hasberger Dorfstraße 63 53° 4′ 40″ N, 8° 40′ 16″ O | Kriegerdenkmal                   | Baudenkmal-Gruppe Hasbergen, Kirche mit Kirchhof                                         | 37192266 | BW             |

### Schafkoven/Donneresch
Baudenkmale im Stadtteil Schafkoven/Donneresch. Aufgeteilt nach Stadtvierteln.

#### Schohasbergen
| Lage                                               | Bezeichnung                | Beschreibung                                                | ID       | Bild |
| -------------------------------------------------- | -------------------------- | ----------------------------------------------------------- | -------- | ---- |
| Schohasberger Straße 79 53° 4′ 16″ N, 8° 41′ 18″ O | Wohn-/Wirtschaftsgebäude   |                                                             | 37180960 | BW   |
| Schohasberger Weg 14 53° 4′ 20″ N, 8° 41′ 33″ O    | Wohn-/Wirtschaftsgebäude   |                                                             | 37180983 | BW   |
| Schohasberger Weg 24 53° 4′ 20″ N, 8° 41′ 43″ O    | Wohn-/Wirtschaftsgebäude   |                                                             | 37181007 | BW   |
| 53° 4′ 0″ N, 8° 41′ 27″ O                          | Hofanlage Brandhöfener Weg | Baudenkmal-Gruppe                                           | 36190496 | BW   |
| Brandhöfener Weg 75 53° 4′ 0″ N, 8° 41′ 27″ O      | Wohn-/Wirtschaftsgebäude   | Hallenhaus, Baudenkmal-Gruppe Hofanlage Brandhöfener Weg    | 37195346 | BW   |
| Brandhöfener Weg 75 53° 4′ 0″ N, 8° 41′ 27″ O      | Stallgebäude               | Schweinestall, Baudenkmal-Gruppe Hofanlage Brandhöfener Weg | 37195373 | BW   |

#### Nordwolle
| Lage                                                     | Bezeichnung                                                   | Beschreibung | ID       | Bild           |
| -------------------------------------------------------- | ------------------------------------------------------------- | --- | -------- | -------------- |
| 53° 3′ 23″ N, 8° 38′ 24″ O                               | Ehem. Fabrikanlage Nordwolle                                  | Baudenkmal-Gruppe | 36189969 | Weitere Bilder |
| Eichenstraße 7 53° 3′ 31″ N, 8° 38′ 34″ O                | Wohnhaus                                                      | Doppelhaus (VKS-Siedlung) der Wohnhäuser der Nordwolle, Baudenkmal-Gruppe Ehem. Fabrikanlage Nordwolle                                 | 37185883 | BW             |
| Eichenstraße 9 53° 3′ 31″ N, 8° 38′ 33″ O                | Wohnhaus                                                      | Doppelhaus (VKS-Siedlung), Baudenkmal-Gruppe Ehem. Fabrikanlage Nordwolle                                                              | 37185937 | BW             |
| Eichenstraße 11 53° 3′ 31″ N, 8° 38′ 32″ O               | Wohnhaus                                                      | Doppelhaus (VKS-Siedlung), Baudenkmal-Gruppe Ehem. Fabrikanlage Nordwolle                                                              | 37185992 | BW             |
| Eichenstraße 13 53° 3′ 31″ N, 8° 38′ 31″ O               | Wohnhaus                                                      | Doppelhaus (VKS-Siedlung), Baudenkmal-Gruppe Ehem. Fabrikanlage Nordwolle,                                                             | 37186046 | BW             |
| Eichenstraße 15 53° 3′ 31″ N, 8° 38′ 30″ O               | Wohnhaus                                                      | Doppelhaus (VKS-Siedlung), Baudenkmal-Gruppe Ehem. Fabrikanlage Nordwolle                                                              | 37186100 | BW             |
| Eichenstraße 17 53° 3′ 31″ N, 8° 38′ 29″ O               | Wohnhaus                                                      | Doppelhaus (VKS-Siedlung), Baudenkmal-Gruppe Ehem. Fabrikanlage Nordwolle                                                              | 37186154 | BW             |
| Eichenstraße 19 53° 3′ 31″ N, 8° 38′ 28″ O               | Wohnhaus                                                      | Doppelhaus (VKS-Siedlung), Baudenkmal-Gruppe Ehem. Fabrikanlage Nordwolle                                                              | 37186208 | BW             |
| Eichenstraße 23 53° 3′ 30″ N, 8° 38′ 26″ O               | Wohnhaus                                                      | Doppelhaus (VKS-Siedlung), Baudenkmal-Gruppe Ehem. Fabrikanlage Nordwolle                                                              | 37186316 | BW             |
| Heimstraße 1/2 53° 3′ 28″ N, 8° 38′ 20″ O                | Wohnhaus                                                      | Doppelhaus (VKS-Siedlung), Baudenkmal-Gruppe Ehem. Fabrikanlage Nordwolle                                                              | 37186527 | BW             |
| Heimstraße 3/4 53° 3′ 28″ N, 8° 38′ 21″ O                | Wohnhaus                                                      | Doppelhaus (VKS-Siedlung), Baudenkmal-Gruppe Ehem. Fabrikanlage Nordwolle                                                              | 37186553 | BW             |
| Heimstraße 5/6 53° 3′ 28″ N, 8° 38′ 22″ O                | Wohnhaus                                                      | Doppelhaus (VKS-Siedlung), Baudenkmal-Gruppe Ehem. Fabrikanlage Nordwolle                                                              | 37186579 | BW             |
| Heimstraße 7/8 53° 3′ 28″ N, 8° 38′ 23″ O                | Wohnhaus                                                      | Doppelhaus (VKS-Siedlung), Baudenkmal-Gruppe Ehem. Fabrikanlage Nordwolle                                                              | 37186606 | BW             |
| Heimstraße 9/10 53° 3′ 28″ N, 8° 38′ 24″ O               | Wohnhaus                                                      | Doppelhaus (VKS-Siedlung), Baudenkmal-Gruppe Ehem. Fabrikanlage Nordwolle                                                              | 37186633 | BW             |
| Heimstraße 11/12 53° 3′ 28″ N, 8° 38′ 25″ O              | Wohnhaus                                                      | Doppelhaus (VKS-Siedlung), Baudenkmal-Gruppe Ehem. Fabrikanlage Nordwolle                                                              | 37186659 | BW             |
| Heimstraße 13/14 53° 3′ 28″ N, 8° 38′ 25″ O              | Wohnhaus                                                      | Doppelhaus (VKS-Siedlung), Baudenkmal-Gruppe Ehem. Fabrikanlage Nordwolle                                                              | 37186685 | BW             |
| Heimstraße 15/16 53° 3′ 28″ N, 8° 38′ 27″ O              | Wohnhaus                                                      | Doppelhaus (VKS-Siedlung), Baudenkmal-Gruppe Ehem. Fabrikanlage Nordwolle                                                              | 37186711 | BW             |
| Heimstraße 17/18 53° 3′ 28″ N, 8° 38′ 28″ O              | Wohnhaus                                                      | Doppelhaus (VKS-Siedlung), Baudenkmal-Gruppe Ehem. Fabrikanlage Nordwolle                                                              | 37186737 | BW             |
| Heimstraße 19/20 53° 3′ 29″ N, 8° 38′ 29″ O              | Wohnhaus                                                      | Doppelhaus (VKS-Siedlung), Baudenkmal-Gruppe Ehem. Fabrikanlage Nordwolle                                                              | 37186764 | BW             |
| Heimstraße 21/22 53° 3′ 29″ N, 8° 38′ 30″ O              | Wohnhaus                                                      | Doppelhaus (VKS-Siedlung), Baudenkmal-Gruppe Ehem. Fabrikanlage Nordwolle                                                              | 37186790 | BW             |
| Heimstraße 23/24 53° 3′ 29″ N, 8° 38′ 31″ O              | Wohnhaus                                                      | Doppelhaus (VKS-Siedlung), Baudenkmal-Gruppe Ehem. Fabrikanlage Nordwolle                                                              | 37186817 | BW             |
| Heimstraße 25/26 53° 3′ 29″ N, 8° 38′ 31″ O              | Wohnhaus                                                      | Doppelhaus (VKS-Siedlung), Baudenkmal-Gruppe Ehem. Fabrikanlage Nordwolle                                                              | 37186843 | BW             |
| Heimstraße 27/28 53° 3′ 29″ N, 8° 38′ 32″ O              | Wohnhaus                                                      | Doppelhaus (VKS-Siedlung), Baudenkmal-Gruppe Ehem. Fabrikanlage Nordwolle                                                              | 37186869 | BW             |
| Heimstraße 29/30 53° 3′ 29″ N, 8° 38′ 33″ O              | Wohnhaus                                                      | Doppelhaus (VKS-Siedlung), Baudenkmal-Gruppe Ehem. Fabrikanlage Nordwolle                                                              | 37186895 | BW             |
| Heimstraße 31/32 53° 3′ 29″ N, 8° 38′ 34″ O              | Wohnhaus                                                      | Doppelhaus (VKS-Siedlung), Baudenkmal-Gruppe Ehem. Fabrikanlage Nordwolle                                                              | 37186922 | BW             |
| Heimstraße 33/34 53° 3′ 29″ N, 8° 38′ 34″ O              | Wohnhaus                                                      | Doppelhaus (VKS-Siedlung), Baudenkmal-Gruppe Ehem. Fabrikanlage Nordwolle                                                              | 37186948 | BW             |
| Heimstraße 35/36 53° 3′ 28″ N, 8° 38′ 35″ O              | Wohnhaus                                                      | Doppelhaus (VKS-Siedlung), Baudenkmal-Gruppe Ehem. Fabrikanlage Nordwolle                                                              | 37186974 | BW             |
| Heimstraße 37/38 53° 3′ 28″ N, 8° 38′ 34″ O              | Wohnhaus                                                      | Doppelhaus (VKS-Siedlung), Baudenkmal-Gruppe Ehem. Fabrikanlage Nordwolle                                                              | 37187000 | BW             |
| Heimstraße 39/40 53° 3′ 28″ N, 8° 38′ 33″ O              | Wohnhaus                                                      | Doppelhaus (VKS-Siedlung), Baudenkmal-Gruppe Ehem. Fabrikanlage Nordwolle                                                              | 37187026 | BW             |
| Heimstraße 41/42 53° 3′ 28″ N, 8° 38′ 32″ O              | Wohnhaus                                                      | Doppelhaus (VKS-Siedlung), Baudenkmal-Gruppe Ehem. Fabrikanlage Nordwolle                                                              | 37187052 | BW             |
| Heimstraße 43/44 53° 3′ 28″ N, 8° 38′ 31″ O              | Wohnhaus                                                      | Doppelhaus (VKS-Siedlung), Baudenkmal-Gruppe Ehem. Fabrikanlage Nordwolle                                                              | 37187078 | BW             |
| Heimstraße 45/46 53° 3′ 28″ N, 8° 38′ 31″ O              | Wohnhaus                                                      | Doppelhaus (VKS-Siedlung), Baudenkmal-Gruppe Ehem. Fabrikanlage Nordwolle                                                              | 37187104 | BW             |
| Heimstraße 47/48 53° 3′ 28″ N, 8° 38′ 30″ O              | Wohnhaus                                                      | Doppelhaus (VKS-Siedlung), Baudenkmal-Gruppe Ehem. Fabrikanlage Nordwolle                                                              | 37187130 | BW             |
| Heimstraße 49/50 53° 3′ 28″ N, 8° 38′ 29″ O              | Wohnhaus                                                      | Doppelhaus (VKS-Siedlung), Baudenkmal-Gruppe Ehem. Fabrikanlage Nordwolle                                                              | 37187156 | BW             |
| Heimstraße 51/52 53° 3′ 27″ N, 8° 38′ 28″ O              | Wohnhaus                                                      | Doppelhaus (VKS-Siedlung), Baudenkmal-Gruppe Ehem. Fabrikanlage Nordwolle                                                              | 37187182 | BW             |
| Heimstraße 53/54 53° 3′ 27″ N, 8° 38′ 27″ O              | Wohnhaus                                                      | Doppelhaus (VKS-Siedlung), Baudenkmal-Gruppe Ehem. Fabrikanlage Nordwolle                                                              | 37187209 | BW             |
| Heimstraße 55/56 53° 3′ 27″ N, 8° 38′ 26″ O              | Wohnhaus                                                      | Doppelhaus (VKS-Siedlung), Baudenkmal-Gruppe Ehem. Fabrikanlage Nordwolle                                                              | 37187236 | BW             |
| Heimstraße 70 53° 3′ 27″ N, 8° 38′ 18″ O                 | Wohnhaus                                                      | Ehemaliges Mädchenwohnheim Heimstraße (VKS-Siedlung), Baudenkmal-Gruppe Ehem. Fabrikanlage Nordwolle                                   | 37187262 | BW             |
| Heimstraße 70 53° 3′ 26″ N, 8° 38′ 16″ O                 | Nebengebäude                                                  | Nebengebäude I, Baudenkmal-Gruppe Ehem. Fabrikanlage Nordwolle                                                                         | 37187289 | BW             |
| Heimstraße 70 53° 3′ 26″ N, 8° 38′ 16″ O                 | Nebengebäude                                                  | Nebengebäude II, Baudenkmal-Gruppe Ehem. Fabrikanlage Nordwolle                                                                        | 38683291 | BW             |
| Pappelhof 1, 2/2a 53° 3′ 24″ N, 8° 38′ 22″ O             | Trafostation                                                  | Trafostation mit Wohnhausanbau, Baudenkmal-Gruppe Ehem. Fabrikanlage Nordwolle                                                         | 37188270 | BW             |
| Pappelhof 1 53° 3′ 24″ N, 8° 38′ 23″ O                   | Wohnhausanbau                                                 | Baudenkmal-Gruppe Ehem. Fabrikanlage Nordwolle                                                                                         | 37188892 | BW             |
| Pappelstraße 1 A 53° 3′ 24″ N, 8° 38′ 27″ O              | Pförtnerhaus                                                  | Pförtnerhaus der Nordwolle als Torhaus Nordwolle mit ehemaligem „Nordtor“ („Schaftor“), Baudenkmal-Gruppe Ehem. Fabrikanlage Nordwolle | 37187584 | BW             |
| Pappelstraße 1-12 53° 3′ 25″ N, 8° 38′ 29″ O             | Arbeiterwohnhaus                                              | VKS-Arbeitersiedlung, Baudenkmal-Gruppe Ehem. Fabrikanlage Nordwolle                                                                   | 37187557 | BW             |
| Pappelstraße 13-22 53° 3′ 26″ N, 8° 38′ 32″ O            | Arbeiterwohnhaus                                              | VKS-Arbeitersiedlung, Baudenkmal-Gruppe Ehem. Fabrikanlage Nordwolle                                                                   | 37187611 | BW             |
| Pappelstraße 23 53° 3′ 26″ N, 8° 38′ 35″ O               | Wohnhaus                                                      | VKS-Arbeitersiedlung, Baudenkmal-Gruppe Ehem. Fabrikanlage Nordwolle                                                                   | 37187638 | BW             |
| Weiferei 53° 3′ 24″ N, 8° 38′ 16″ O                      | Fluss                                                         | Delme mit Einfriedungsgeländer, Brücken und Begleitgrün, Baudenkmal-Gruppe Ehem. Fabrikanlage Nordwolle                                | 38670480 | BW             |
| Fabrikhof / Pommernstraße 53° 3′ 24″ N, 8° 38′ 7″ O      | Park                                                          | Wollepark der Nordwolle mit ehemaliger Villa Lahusen, Baudenkmal-Gruppe Ehem. Fabrikanlage Nordwolle                                   | 37188298 | BW             |
| Fabrikhof 1 53° 3′ 14″ N, 8° 38′ 12″ O                   | Wohnhaus                                                      | Ehem. Beamtenwohnhaus/„Herrenheim“, Baudenkmal-Gruppe Ehem. Fabrikanlage Nordwolle                                                     | 37187695 | BW             |
| Fabrikhof 2 53° 3′ 14″ N, 8° 38′ 10″ O                   | Villa                                                         | Villa Lahusen von 1886 bzw. 1910, Baudenkmal-Gruppe Ehem. Fabrikanlage Nordwolle                                                       | 37187720 | Weitere Bilder |
| Fabrikhof 53° 3′ 15″ N, 8° 38′ 12″ O                     | Kriegerdenkmal                                                | Baudenkmal-Gruppe Ehem. Fabrikanlage Nordwolle                                                                                         | 37186398 | BW             |
| Fabrikhof 3/4 53° 3′ 15″ N, 8° 38′ 11″ O                 | Wohnhaus                                                      | Wohnhäuser Fabrikhof 3/4, ehemaliges Beamtenwohnhaus von ab 1890, Baudenkmal-Gruppe Ehem. Fabrikanlage Nordwolle                       | 37187745 |                |
| Fabrikhof 5 53° 3′ 16″ N, 8° 38′ 11″ O                   | Wohnhaus                                                      | Ehem. Beamtenwohnhaus, Baudenkmal-Gruppe Ehem. Fabrikanlage Nordwolle                                                                  | 37187771 | BW             |
| Fabrikhof 6 53° 3′ 17″ N, 8° 38′ 11″ O                   | Wohnhaus                                                      | Ehem. Beamtenwohnhaus. Baudenkmal-Gruppe Ehem. Fabrikanlage Nordwolle                                                                  | 37187797 | BW             |
| Fabrikhof 7/8 53° 3′ 18″ N, 8° 38′ 10″ O                 | Wohnhaus                                                      | Ehem. Hauptkontor und „Herrenheim“, Baudenkmal-Gruppe Ehem. Fabrikanlage Nordwolle                                                     | 37187823 | BW             |
| Fabrikhof 9/10 53° 3′ 19″ N, 8° 38′ 9″ O                 | Gasthaus                                                      | Alte Kämmerei von 1884, dann ehemalige Speiseanstalt, Baudenkmal-Gruppe Ehem. Fabrikanlage Nordwolle                                   | 37187848 |                |
| Fabrikhof 9/10 53° 3′ 20″ N, 8° 38′ 10″ O                | Trafostation                                                  | Baudenkmal-Gruppe Ehem. Fabrikanlage Nordwolle                                                                                         | 38686385 | BW             |
| Kämmerei 1-25 (ungerade) 53° 3′ 17″ N, 8° 38′ 12″ O      | Arbeiterwohnhaus                                              | ehem. Fabrikgebäude, Baudenkmal-Gruppe Ehem. Fabrikanlage Nordwolle                                                                    | 37187314 | BW             |
| Zwirnerei 1-33 (ungerade) 53° 3′ 21″ N, 8° 38′ 11″ O     | Wohnhauszeile                                                 | Fabrikgebäude, Baudenkmal-Gruppe Ehem. Fabrikanlage Nordwolle                                                                          | 37187669 | BW             |
| Weiferei 1 -19a (ungerade) 53° 3′ 23″ N, 8° 38′ 14″ O    | Wohnhauszeile                                                 | Fabrikgebäude, Baudenkmal-Gruppe Ehem. Fabrikanlage Nordwolle                                                                          | 37188321 | BW             |
| Weiferei 21-35 (ungerade) 53° 3′ 22″ N, 8° 38′ 17″ O     | Wohnhauszeile                                                 | Fabrikgebäude, Baudenkmal-Gruppe Ehem. Fabrikanlage Nordwolle                                                                          | 37188594 | BW             |
| Weiferei 53° 3′ 22″ N, 8° 38′ 18″ O                      | Klärbecken                                                    | ehem. Klärbecken (sogen. „Wasserkarusell“), Baudenkmal-Gruppe Ehem. Fabrikanlage Nordwolle                                             | 38588919 | BW             |
| Weiferei 53° 3′ 23″ N, 8° 38′ 19″ O                      | Teich                                                         | Ehem. Vorrats-/Klärteich mit Klärbecken (sog. „Wasserkarusell“), Baudenkmal-Gruppe Ehem. Fabrikanlage Nordwolle                        | 37186423 | BW             |
| Spinnerei 12 53° 3′ 21″ N, 8° 38′ 19″ O                  | Fabrikgebäude                                                 | Wohnhaus, Baudenkmal-Gruppe Ehem. Fabrikanlage Nordwolle                                                                               | 38670200 | BW             |
| Spinnerei 22-36 (gerade) 53° 3′ 22″ N, 8° 38′ 21″ O      | Wohnhauszeile                                                 | Fabrikgebäude, Baudenkmal-Gruppe Ehem. Fabrikanlage Nordwolle                                                                          | 38670297 | BW             |
| Spinnerei 1-19 (ungerade) 53° 3′ 21″ N, 8° 38′ 24″ O     | Wohnhauszeile                                                 | Fabrikgebäude, Baudenkmal-Gruppe Ehem. Fabrikanlage Nordwolle                                                                          | 38669740 | BW             |
| Färberei 1-13 (ungerade) 53° 3′ 18″ N, 8° 38′ 25″ O      | Wohnhauszeile zusammen mit Toreinfahrt (von 1889, bei Nr. 13) | Fabrikgebäude, Baudenkmal-Gruppe Ehem. Fabrikanlage Nordwolle                                                                          | 38686203 | BW             |
| Lahusenstraße 3 53° 3′ 17″ N, 8° 38′ 23″ O               | Fabrikmuseum                                                  | Fabrikgebäude, Baudenkmal-Gruppe Ehem. Fabrikanlage Nordwolle                                                                          | 37186262 | BW             |
| Lahusenstraße 53° 3′ 16″ N, 8° 38′ 22″ O                 | Brunnenhaus                                                   | Baudenkmal-Gruppe Ehem. Fabrikanlage Nordwolle                                                                                         | 38683041 | BW             |
| Am Turbinenhaus 12 53° 3′ 16″ N, 8° 38′ 21″ O            | Maschinenhaus                                                 | Neues Maschinenhaus von 1902, seit 1996 Fabrikmuseum, Baudenkmal-Gruppe Ehemalige Fabrikanlage Nordwolle                               | 37185543 |                |
| Lahusenstraße 2 53° 3′ 15″ N, 8° 38′ 23″ O               | Fettfabrik/Tischlerei (VHS)                                   | Fabrikgebäude, Baudenkmal-Gruppe Ehem. Fabrikanlage Nordwolle                                                                          | 37187342 | BW             |
| Am Wollelager 8 53° 3′ 15″ N, 8° 38′ 17″ O               | Fabrikgebäude                                                 | ehem. Wollwäscherei (TZD), Baudenkmal-Gruppe Ehem. Fabrikanlage Nordwolle                                                              | 37185647 | BW             |
| Am Turbinenhaus 10 53° 3′ 16″ N, 8° 38′ 18″ O            | Maschinenhaus                                                 | Altes Maschinenhaus von 1884, auch Lichtstation, seit 1996 Stadtmuseum, Baudenkmal-Gruppe Ehem. Fabrikanlage Nordwolle                 | 37185569 | BW             |
| Am Turbinenhaus 11 53° 3′ 15″ N, 8° 38′ 19″ O            | Fabrikgebäude                                                 | ehem. Pottaschefabrik/Kalihaus (VHS), Baudenkmal-Gruppe Ehem. Fabrikanlage Nordwolle                                                   | 37185621 | BW             |
| Am Turbinenhaus 11 53° 3′ 15″ N, 8° 38′ 19″ O            | Schornstein                                                   | Baudenkmal-Gruppe Ehem. Fabrikanlage Nordwolle                                                                                         | 37185672 | BW             |
| Lahusenstraße 1 53° 3′ 14″ N, 8° 38′ 21″ O               | Fabrikgebäude                                                 | Berufsfachschule, Baudenkmal-Gruppe Ehem. Fabrikanlage Nordwolle                                                                       | 38682403 |                |
| Nordwollestraße 10 53° 3′ 13″ N, 8° 38′ 13″ O            | Verwaltungsgebäude                                            | Verwaltungsgebäude der Nordwolle als ehemaliges Portiershaus/Kontorgebäude, Baudenkmal-Gruppe Ehem. Fabrikanlage Nordwolle             | 37188024 | BW             |
| Am Wollelager 1-25 (ungerade) 53° 3′ 13″ N, 8° 38′ 17″ O | Fabrikgebäude                                                 | Ehem. Wollelager/Lager B (Berufsfachschule), Baudenkmal-Gruppe Ehem. Fabrikanlage Nordwolle                                            | 37187949 | BW             |
| Nordwollestraße 53° 3′ 13″ N, 8° 38′ 22″ O               | Gehweg                                                        | Baudenkmal-Gruppe Ehem. Fabrikanlage Nordwolle                                                                                         | 38683275 | BW             |
| Nordwollestraße 13-16 53° 3′ 14″ N, 8° 38′ 23″ O         | Ehem. Beamtenwohnhäuser „Meisterhäuser“                       | Wohnhaus (Gruppe), Baudenkmal-Gruppe Ehem. Fabrikanlage Nordwolle                                                                      | 37188048 | BW             |
| Nordwollestraße 17-20 53° 3′ 14″ N, 8° 38′ 25″ O         | Ehem. Beamtenwohnhäuser „Meisterhäuser“                       | Wohnhaus (Gruppe), Baudenkmal-Gruppe Ehem. Fabrikanlage Nordwolle                                                                      | 37188073 | BW             |
| Nordwollestraße 21 53° 3′ 14″ N, 8° 38′ 27″ O            | Ehem. Beamtenwohnhaus                                         | Wohnhaus, Baudenkmal-Gruppe Ehem. Fabrikanlage Nordwolle                                                                               | 37188098 | BW             |
| Nordwollestraße 25/26 53° 3′ 14″ N, 8° 38′ 28″ O         | Ehem. Beamtenwohnhaus                                         | Wohnhaus, Baudenkmal-Gruppe Ehem. Fabrikanlage Nordwolle                                                                               | 37188147 | BW             |
| Nordwollestraße 29/30 53° 3′ 14″ N, 8° 38′ 30″ O         | Ehem. Beamtenwohnhaus                                         | Wohnhaus, Baudenkmal-Gruppe Ehem. Fabrikanlage Nordwolle                                                                               | 37188172 | BW             |
| Nordwollestraße 31/32 53° 3′ 14″ N, 8° 38′ 31″ O         | Ehem. Beamtenwohnhaus                                         | Wohnhaus, Baudenkmal-Gruppe Ehem. Fabrikanlage Nordwolle                                                                               | 37188197 |                |
| Nordwollestraße 33/34 53° 3′ 14″ N, 8° 38′ 32″ O         | Ehem. Beamtenwohnhaus                                         | Wohnhaus, Baudenkmal-Gruppe Ehem. Fabrikanlage Nordwolle                                                                               | 37188222 | BW             |
| Lahusenstraße 25 53° 3′ 15″ N, 8° 38′ 34″ O              | Werksgaragen                                                  | Garage, Baudenkmal-Gruppe Ehem. Fabrikanlage Nordwolle                                                                                 | 37187975 | BW             |
| Lahusenstraße 25 53° 3′ 16″ N, 8° 38′ 36″ O              | Rohwollelager, ehem. („Lager U“)                              | Fabrikgebäude, Baudenkmal-Gruppe Ehem. Fabrikanlage Nordwolle                                                                          | 37187999 | BW             |
| Nordwollestraße 80 53° 3′ 16″ N, 8° 38′ 40″ O            | Ehem. Junggesellenheim                                        | Wohnhaus, Baudenkmal-Gruppe Ehem. Fabrikanlage Nordwolle                                                                               | 37188247 | BW             |
| Nordenhamer Straße 15 53° 3′ 17″ N, 8° 38′ 42″ O         | Ehem. Pastorenhaus                                            | Wohnhaus als Pastorenhaus der Nordwolle, Baudenkmal-Gruppe Ehem. Fabrikanlage Nordwolle                                                | 37186500 | BW             |

#### Tappenort
| Lage                                                | Bezeichnung                         | Beschreibung                                                                      | ID       | Bild |
| --------------------------------------------------- | ----------------------------------- | --------------------------------------------------------------------------------- | -------- | ---- |
| 53° 3′ 20″ N, 8° 37′ 53″ O                          | Stedinger Straße 34/36              | Baudenkmal-Gruppe                                                                 | 36190307 | BW   |
| Stedinger Straße 34 53° 3′ 20″ N, 8° 37′ 54″ O      | Wohn-/Geschäftshaus                 | Baudenkmal-Gruppe Stedinger Straße 34/36                                          | 37192971 | BW   |
| Stedinger Straße 36 53° 3′ 20″ N, 8° 37′ 53″ O      | Wohn-/Geschäftshaus                 | Baudenkmal-Gruppe Stedinger Straße 34/36                                          | 37192996 | BW   |
| 53° 3′ 24″ N, 8° 37′ 57″ O                          | Parkschule, Stedinger Str. 49/51    | Baudenkmal-Gruppe                                                                 | 36190512 | BW   |
| Stedinger Straße 49 53° 3′ 24″ N, 8° 37′ 58″ O      | Schule                              | Parkschule, Baudenkmal-Gruppe Parkschule, Stedinger Str. 49/51                    | 37195715 | BW   |
| Stedinger Straße 49 53° 3′ 24″ N, 8° 37′ 55″ O      | Turnhalle                           | Alte Parkschule, Baudenkmal-Gruppe Parkschule, Stedinger Str. 49/51               | 37195770 | BW   |
| Stedinger Straße 89 53° 3′ 36″ N, 8° 37′ 52″ O      | Wohnhaus                            | Villa Kaufmann                                                                    | 44276017 | BW   |
| Stedinger Straße 89 53° 3′ 36″ N, 8° 37′ 52″ O      | Gartengrundstück                    | Villa Kaufmann                                                                    | 44396683 | BW   |
| Weberstraße 1 53° 3′ 12″ N, 8° 37′ 53″ O            | Wohnhaus                            | Doppelhaus                                                                        | 37181722 | BW   |
| 53° 3′ 28″ N, 8° 38′ 49″ O                          | Ehem. Fabrikanlage DELESPA          | Baudenkmal-Gruppe                                                                 | 36190430 | BW   |
| Am Friesenpark 28 D 53° 3′ 30″ N, 8° 38′ 53″ O      | Verwaltungsgebäude                  | Chemische (Seifen)-Fabrik (Delespa), Baudenkmal-Gruppe Ehem. Fabrikanlage DELESPA | 37193871 | BW   |
| Am Friesenpark 28 D 53° 3′ 29″ N, 8° 38′ 54″ O      | Fabrikgebäude                       | Chemische (Seifen)-Fabrik (Delespa), Baudenkmal-Gruppe Ehem. Fabrikanlage DELESPA | 37193948 | BW   |
| Am Friesenpark 28 D 53° 3′ 30″ N, 8° 38′ 53″ O      | Fabrikgebäude                       | Chemische (Seifen)-Fabrik (Delespa), Baudenkmal-Gruppe Ehem. Fabrikanlage DELESPA | 37194002 | BW   |
| Am Friesenpark 28 D 53° 3′ 30″ N, 8° 38′ 52″ O      | Fabrikgebäude                       | Chemische (Seifen)-Fabrik (Delespa), Baudenkmal-Gruppe Ehem. Fabrikanlage DELESPA | 37193975 | BW   |
| Nordenhamer Straße 65 53° 3′ 29″ N, 8° 38′ 51″ O    | Fabrikgebäude                       | Chemische (Seifen)-Fabrik (Delespa), Baudenkmal-Gruppe Ehem. Fabrikanlage DELESPA | 37194029 | BW   |
| Am Pförtnerhaus 1 53° 3′ 23″ N, 8° 38′ 40″ O        | Pförtnerhaus                        | Chemische (Seifen)-Fabrik (Delespa), Baudenkmal-Gruppe Ehem. Fabrikanlage DELESPA | 37194056 | BW   |
| Am Pförtnerhaus 1 53° 3′ 23″ N, 8° 38′ 40″ O        | Toranlage                           | Chemische (Seifen)-Fabrik (Delespa), Baudenkmal-Gruppe Ehem. Fabrikanlage DELESPA | 37195398 | BW   |
| 53° 3′ 17″ N, 8° 38′ 43″ O                          | Wohnhausgruppe Hasberger Str. 10-16 | Baudenkmal-Gruppe                                                                 | 36189984 | BW   |
| Nordenhamer Straße 10/12 53° 3′ 17″ N, 8° 38′ 44″ O | Wohnhaus                            | Doppelhaus, Baudenkmal-Gruppe Wohnhausgruppe Hasberger Str. 10-16                 | 37186446 | BW   |
| Nordenhamer Straße 14/16 53° 3′ 18″ N, 8° 38′ 44″ O | Wohnhaus                            | Doppelhaus, Baudenkmal-Gruppe Wohnhausgruppe Hasberger Str. 10-16                 | 37186473 | BW   |

### Iprump/Stickgras
Baudenkmale im Stadtteil Iprump/Stickgras.

| Lage                                             | Bezeichnung                       | Beschreibung                                        | ID       | Bild |
| ------------------------------------------------ | --------------------------------- | --------------------------------------------------- | -------- | ---- |
| Bremer Straße 312 53° 3′ 25″ N, 8° 40′ 48″ O     | Empfangsgebäude                   | Haltepunkt Heidkrug                                 | 37180815 | BW   |
| Bremer Straße 312 53° 3′ 25″ N, 8° 40′ 49″ O     | Nebengebäude                      | Haltepunkt Heidkrug                                 | 37184393 | BW   |
| Iprumper Dorfweg 12 53° 3′ 14″ N, 8° 41′ 30″ O   | Wohn-/Wirtschaftsgebäude          | Hallenhaus                                          | 37180842 | BW   |
| Iprumper Dorfweg 20 53° 3′ 4″ N, 8° 41′ 24″ O    | Wohn-/Wirtschaftsgebäude          | Hallenhaus                                          | 37180866 | BW   |
| Iprumper Dorfweg 39 53° 2′ 58″ N, 8° 41′ 23″ O   | Wohn-/Wirtschaftsgebäude          | Hallenhaus                                          | 37180889 | BW   |
| Tannenbergstraße 98 53° 2′ 54″ N, 8° 40′ 57″ O   | Wohn-/Wirtschaftsgebäude          |                                                     | 37181099 | BW   |
| Langenwischstraße 108 53° 2′ 40″ N, 8° 40′ 22″ O | Schule                            | Grundschule Iprump-Stickgras                        | 37181078 | BW   |
| 53° 2′ 16″ N, 8° 40′ 54″ O                       | Stickgras, Hofanlage Syker Straße | Baudenkmal-Gruppe                                   | 36190105 | BW   |
| Syker Straße 304 53° 2′ 16″ N, 8° 40′ 54″ O      | Wohn-/Wirtschaftsgebäude          | Baudenkmal-Gruppe Stickgras, Hofanlage Syker Straße | 37192288 | BW   |
| Syker Straße 304 53° 2′ 17″ N, 8° 40′ 54″ O      | Stallgebäude                      | Baudenkmal-Gruppe Stickgras, Hofanlage Syker Straße | 37192338 | BW   |
| Syker Straße 304 53° 2′ 17″ N, 8° 40′ 55″ O      | Scheune                           | Baudenkmal-Gruppe Stickgras, Hofanlage Syker Straße | 37192313 | BW   |

### Stickgras/Annenriede
Baudenkmale im Stadtteil Stickgras/Annenriede.

| Lage                                       | Bezeichnung                     | Beschreibung                                                | ID       | Bild |
| ------------------------------------------ | ------------------------------- | ----------------------------------------------------------- | -------- | ---- |
| Syker Straße 369 53° 2′ 3″ N, 8° 40′ 48″ O | Speicher (Bauwerk)              | Gut Dauelsberg                                              | 37181122 | BW   |
| Syker Straße 369 53° 2′ 4″ N, 8° 40′ 49″ O | Kapelle (Bauwerk)               | „Zum guten Hirt“ (ehem. Scheune)                            | 37181146 | BW   |
| Syker Straße 369 53° 2′ 5″ N, 8° 40′ 44″ O | Wasserrad                       |                                                             | 37181171 | BW   |
| 53° 3′ 3″ N, 8° 39′ 4″ O                   | Delmenhorst, Jüdischer Friedhof | Baudenkmal-Gruppe Jüdischer Friedhof Delmenhorst            | 36190120 |      |
| Syker Straße 53° 3′ 3″ N, 8° 39′ 4″ O      | Jüdischer Friedhof              | Friedhof, Baudenkmal-Gruppe Delmenhorst, Jüdischer Friedhof | 37191030 |      |

### Hasport/Annenheide
Im Stadtteil Hasport/Annenheide sind (Stand: Oktober 2021) keine Baudenkmale bekannt.

### Düsternort
Baudenkmale im Stadtteil Düsternort.

| Lage                                          | Bezeichnung      | Beschreibung                                              | ID       | Bild           |
| --------------------------------------------- | ---------------- | --------------------------------------------------------- | -------- | -------------- |
| Breslauer Straße 82 53° 2′ 5″ N, 8° 38′ 16″ O | Kirche (Bauwerk) | Kirche Zu den Zwölf Aposteln Delmenhorst von 1954         | 37179540 | Weitere Bilder |
| Südstraße 9 53° 1′ 55″ N, 8° 38′ 13″ O        | Schule           | Grundschule Astrid-Lindgren-Schule (Delmenhorst) von 1931 | 37180535 | BW             |

### Brendel/Adelheide
Baudenkmale im Stadtteil Brendel/Adelheide.

| Lage                                               | Bezeichnung                                     | Beschreibung                                       | ID       | Bild |
| -------------------------------------------------- | ----------------------------------------------- | -------------------------------------------------- | -------- | ---- |
| Vor Annen 33 52° 59′ 50″ N, 8° 36′ 39″ O           | Wohn-/Wirtschaftsgebäude                        |                                                    | 37179096 | BW   |
| Brendelweg 122 53° 1′ 32″ N, 8° 38′ 6″ O           | Kirche (Bauwerk)                                | Kirche St. Christophorus Delmenhorst               | 37179513 | BW   |
| Brendelweg 122 53° 1′ 31″ N, 8° 38′ 6″ O           | Pfarrhaus                                       | St. Christophorus                                  | 39685519 | BW   |
| Brendelweg 122 53° 1′ 31″ N, 8° 38′ 5″ O           | Kindergarten/Schwesternhaus (St. Christophorus) | St. Christophorus                                  | 39685542 | BW   |
| 53° 1′ 59″ N, 8° 37′ 17″ O                         | Delmenhorst, Siedlung Ginsterweg                | Baudenkmal-Gruppe                                  | 36190090 | BW   |
| Adelheider Straße 52-62 53° 1′ 59″ N, 8° 37′ 19″ O | Wohnhaus                                        | Baudenkmal-Gruppe Delmenhorst, Siedlung Ginsterweg | 37189016 | BW   |
| Adelheider Straße 64-74 53° 1′ 58″ N, 8° 37′ 17″ O | Wohnhaus                                        | Baudenkmal-Gruppe Delmenhorst, Siedlung Ginsterweg | 37189041 | BW   |
| Ginsterweg 2 53° 1′ 59″ N, 8° 37′ 16″ O            | Wohnhaus                                        | Baudenkmal-Gruppe Delmenhorst, Siedlung Ginsterweg | 37190045 | BW   |
| Ginsterweg 4 53° 2′ 0″ N, 8° 37′ 16″ O             | Wohnhaus                                        | Baudenkmal-Gruppe Delmenhorst, Siedlung Ginsterweg | 37190070 | BW   |
| Ginsterweg 6 53° 2′ 0″ N, 8° 37′ 15″ O             | Wohnhaus                                        | Baudenkmal-Gruppe Delmenhorst, Siedlung Ginsterweg | 37190095 | BW   |
| Ginsterweg 32 53° 2′ 1″ N, 8° 37′ 16″ O            | Wohnhaus                                        | Baudenkmal-Gruppe Delmenhorst, Siedlung Ginsterweg | 37190120 | BW   |
| Ginsterweg 34 53° 2′ 0″ N, 8° 37′ 17″ O            | Wohnhaus                                        | Baudenkmal-Gruppe Delmenhorst, Siedlung Ginsterweg | 37190145 | BW   |
| Ginsterweg 36 53° 2′ 0″ N, 8° 37′ 17″ O            | Wohnhaus                                        | Baudenkmal-Gruppe Delmenhorst, Siedlung Ginsterweg | 37190170 | BW   |